# Geschichte Haitis
Die Geschichte Haitis umfasst die Entwicklungen auf dem Gebiet der Republik Haiti von der Urgeschichte bis zur Gegenwart. Der Karibikstaat Haiti umfasst heute die Westhälfte der Insel Hispaniola. Haiti war das erste Land Lateinamerikas, das sich aus dem Status einer Kolonie, in diesem Falle Frankreichs, befreite und 1804 die Unabhängigkeit erlangte. Nach den USA war Haiti zudem der zweite Staat des amerikanischen Kontinents, dem dies aus eigener Kraft – durch die Haitianische Revolution – gelang. Zur Geschichte des Landes gehören weiterhin über 200 Jahre spanischer Kolonialherrschaft (1492–1697), die das Land mit der Dominikanischen Republik auf der Osthälfte der Insel teilt, sowie 300 Jahre Sklaverei für die Mehrheit der Bevölkerung, die nach Ausrottung der indianischen Urbevölkerung überwiegend aus zwangsweise aus Afrika verschleppten Menschen bzw. deren Nachkommen bestand. Erst im 17. Jahrhundert begann der Einfluss Frankreichs auf dem Gebiet des heutigen Haiti die spanische Herrschaft zu verdrängen und schließlich zu ersetzen. Ab diesem Zeitpunkt trennten sich auch die Entwicklungslinien des östlichen (spanisch geprägten) und des westlichen (haitianischen) Teils der Insel Hispaniola, womit die Geschichte Haitis im engeren Sinn beginnt.

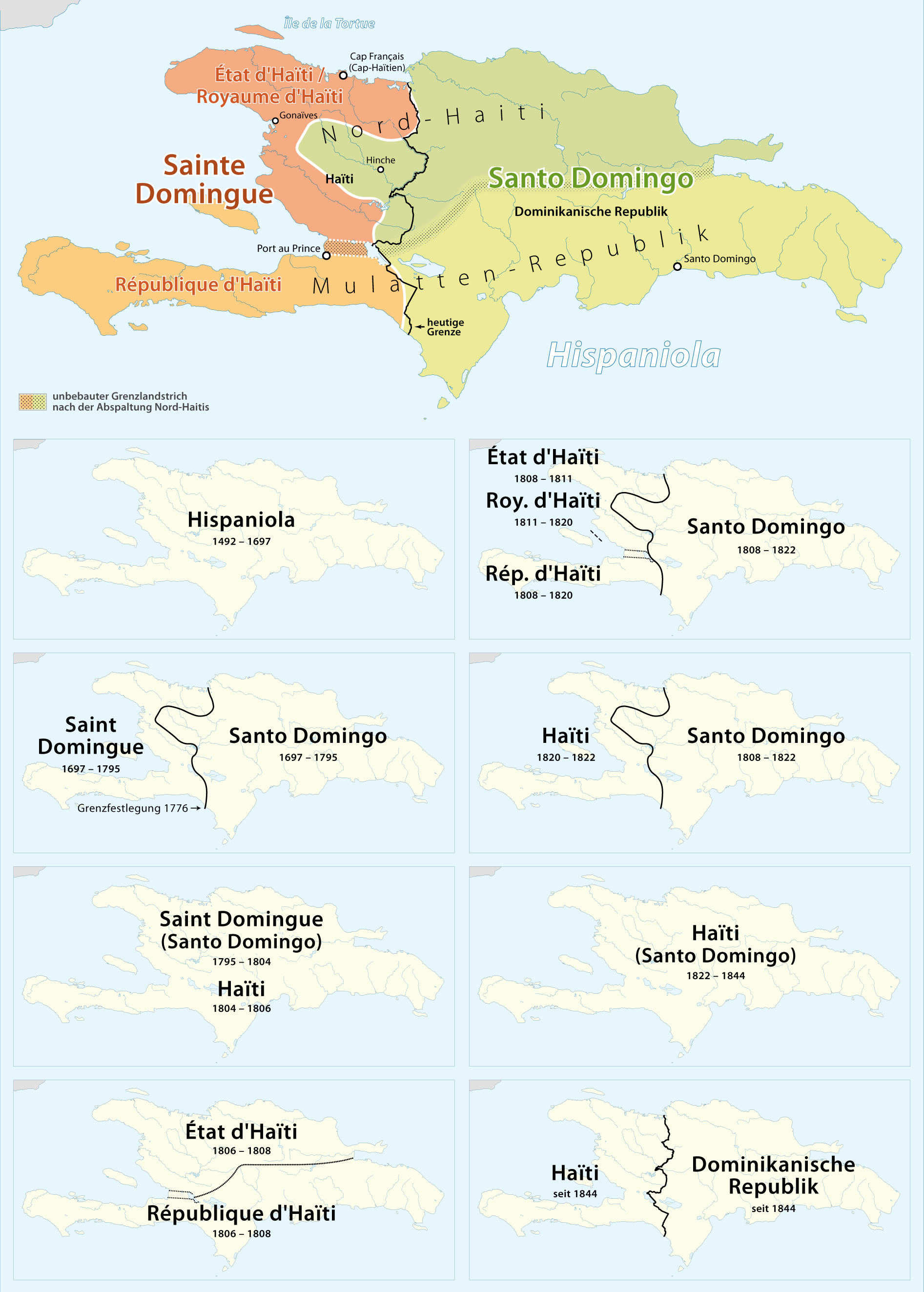
Gebietsentwicklung von Haiti

## Die indigene Urbevölkerung
Zur Geschichte der Taino siehe Abschnitt Die Geschichte der Taíno auf Hispaniola im Artikel Taino

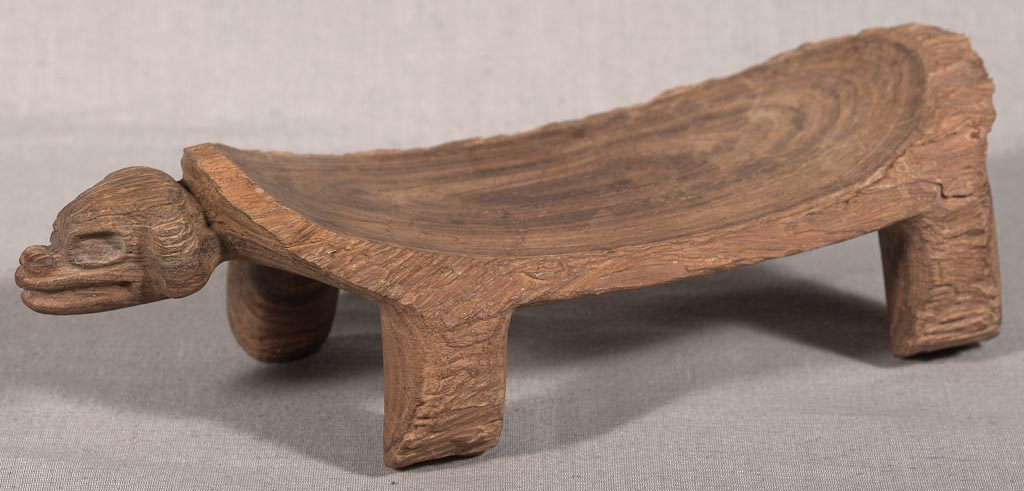
Hölzerner Stuhl der Tainos von Hispaniola, etwa 1000–1500 n. Chr.

Die Größe der indigenen Urbevölkerung der Insel Hispaniola zum Zeitpunkt der Ankunft der ersten Europäer unter dem Kommando von Christoph Columbus 1492 wird auf 300.000 bis zu einer Million Menschen geschätzt. Die meisten dieser Indianer gehörten zum Volk der Taíno, die zu den Arawak gerechnet werden. Im später haitianischen Teil lebte zudem eine kleine Gruppe der Ciboney, die bekannteren Kariben siedelten im später dominikanischen Teil.
Die Vorfahren der Taino waren um 250 nach Hispaniola eingewandert und beherrschten die Insel bei Ankunft der Europäer aufgeteilt in fünf Häuptlingstümer, von denen Guacanagari und Behechio sich auf dem haitianischen Teil befanden.
Die von den spanischen Eroberern eingeschleppten Seuchen, insbesondere die Pocken, führten zu einem Massensterben der indianischen Urbevölkerung, das 1503 eingeführte System der Zwangsarbeit („Encomienda“) beschleunigte die „Ausrottung“ der Taino. 1519 bis 1533 erhoben sich die angeblich nur noch 4000 Überlebenden unter ihrem von den Spaniern Enriquillo genannten Anführer gegen die spanische Herrschaft. Sie konnten einen Vertrag mit den Spaniern durchsetzen, der die De-facto-Versklavung der Taino beendete. Mitte des 16. Jahrhunderts lebten dennoch nur noch wenige hundert Taino und seit Ende des 16. Jahrhunderts galten sie als völlig vernichtet.

## Von der spanischen zur französischen Kolonialherrschaft
Zur Geschichte des Gebiets vor der Eigenstaatlichkeit Haitis siehe den
Die militärische Eroberung der Insel durch die Spanier war wenige Jahre nach der Ankunft von Columbus abgeschlossen und im Jahr 1501 führten sie den Zuckerrohranbau, durch Zwangsarbeit und Sklaverei betrieben, auf der Insel ein. Ab 1503/1505 wurden Afrikaner als Sklaven nach Hispaniola verschleppt, 1542 lebten daher neben 200 Indios und 5000 Spaniern 30.000 schwarze Sklaven auf der Insel.
Hatte Columbus die erste Siedlung in der Karibik, La Navidad, noch im später haitianischen Teil Hispaniolas errichtet, fanden die nächsten Gründungen im Ostteil der Insel statt. Bald wurde die im Osten liegende Stadt Santo Domingo zur Hauptstadt der Insel und der Schwerpunkt spanischen kolonialen Interesses verlagerte sich dorthin. Das Auftauchen französischer, niederländischer und britischer Freibeuter vor den Küsten Hispaniolas bewog die Spanier dazu, sich in den größeren Siedlungen des Ostens und Südens der Insel zu konzentrieren.

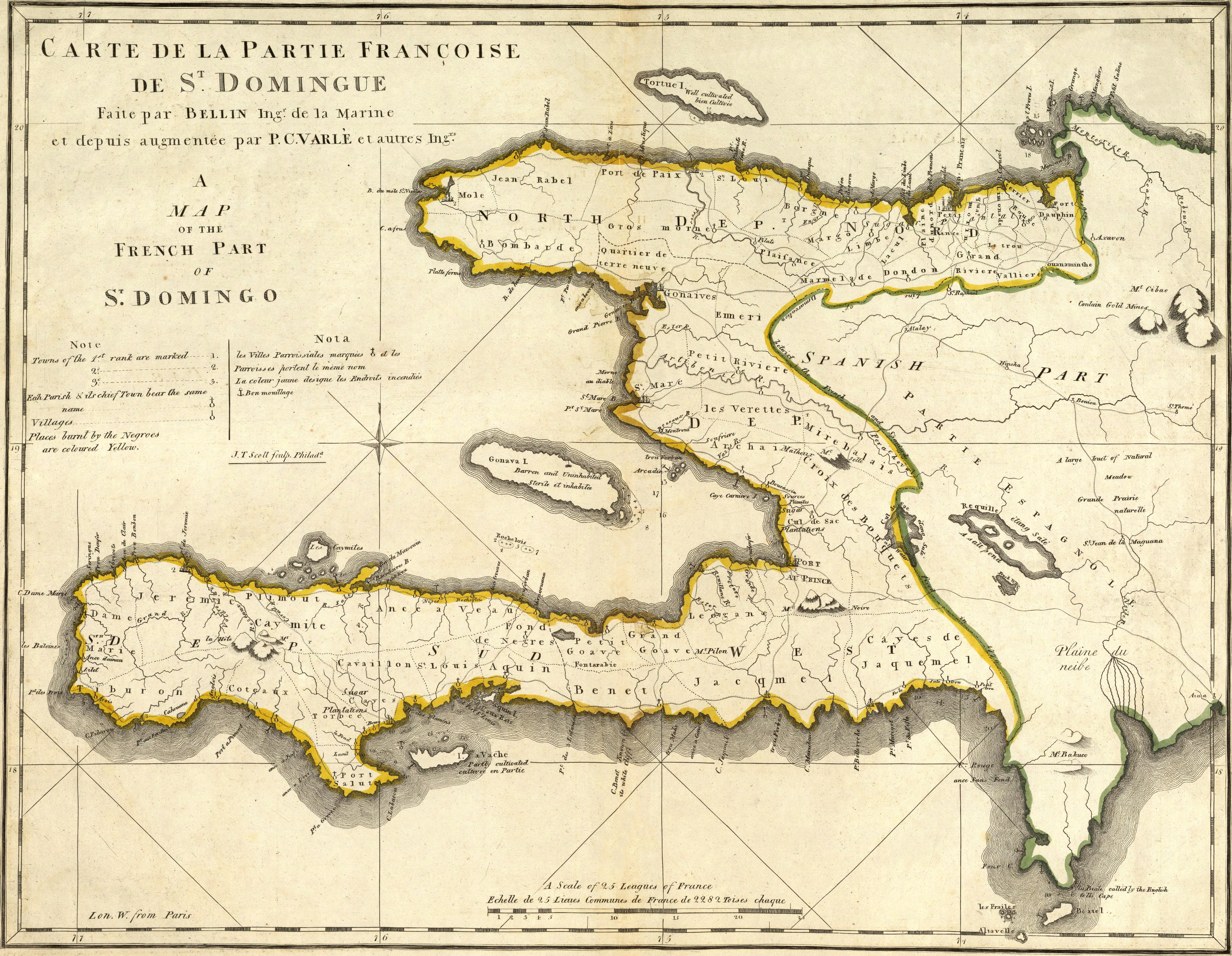
Karte des französischen Saint Domingue von 1789

Ab 1625 setzten sich daher französische und englische Seeräuber (Bukanier oder Filibustier genannt) auf der zum heutigen Haiti gehörenden Insel Île de la Tortue (englisch Isle of Tortuga, „Schildkröteninsel“) und den verlassenen Küsten des Westens fest. Sie lebten dort von Überfällen auf spanische Schiffe und der Jagd auf die Tiere der Insel. Zwar zerstörten die Spanier mehrere Male ihre Siedlungen dort, sie kehrten jedoch immer wieder zurück. 1659 schließlich erkannte der französische König Ludwig XIV. erstmals eine Siedlung auf Tortuga offiziell an. Etwa zeitgleich hatten französische Hugenotten begonnen, auf dem Nordteil der Insel zu siedeln. 1670 wurde mit Cap François (später Cap Français, heute Cap-Haïtien) auf der Hauptinsel die erste größere französische Siedlung gegründet.
Diese erste französische Kolonie wurde zwar 1686 durch die Spanier zerstört, aber bereits 1691 neu gegründet. 1697 schließlich erkannte Spanien im Frieden von Rijswijk die französische Herrschaft über den nun Saint Domingue genannten Westteil Hispaniolas an. 1776 wurde die Grenze zwischen dem spanischen und dem französischen Hispaniola festgelegt, die im Wesentlichen der heutigen Grenze zwischen Haiti und der Dominikanischen Republik entspricht. Im Frieden von Basel 1795 überließ Spanien auch den östlichen Teil der Insel („Santo Domingo“) Frankreich, das dort jedoch seine Autorität nie tatsächlich ausübte.

## Herren, Sklaven, Maroons und Mulatten im französischen Saint Domingue

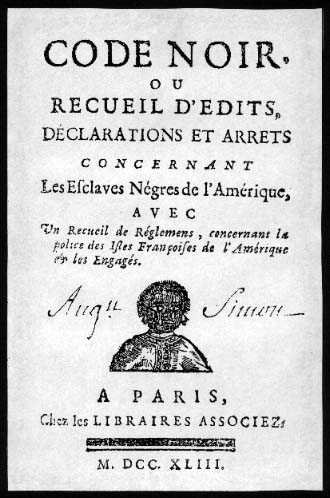
Der Code noir

Saint Domingue / Haiti erlebte vom späten 17. Jahrhundert bis zum Beginn der Haitianischen Revolution 1790 eine außerordentliche wirtschaftliche Blütezeit, die auf Plantagenanbau von Zuckerrohr und Kaffee beruhte. In den 1780er Jahren kamen etwa 40 % des Zuckers und 60 % des Kaffees, der in Europa konsumiert wurde, aus Haiti. Zur Aufrechterhaltung der Zuckerproduktion, die Saint Domingue zeitweise zur reichsten Kolonie Frankreichs machte, wurden in großem Maße Menschen aus Afrika in die Sklaverei nach Haiti verschleppt. Am Vorabend der Haitianischen Revolution waren etwa 90 % der Bevölkerung von Saint Domingue schwarze Sklaven. Zeitweise wurden jährlich 40.000 Sklaven „importiert“.
Die Mehrheit der Sklaven war in Afrika geboren, ihre Lebensumstände waren so schlecht, dass sich ihre Zahl nicht über die natürliche Geburtenrate nennenswert erhöhen konnte.
Um die Sklavenhaltung gesetzlich zu regeln, hatte Ludwig XIV. 1685 den Code Noir erlassen, durch den den Sklaven rudimentäre Menschenrechte zugestanden wurden und die weißen „Herren“ einerseits gewisse Verpflichtungen bezüglich der Versorgung der Sklaven erhielten und andererseits das Recht auf deren körperliche Bestrafung, wobei die üblichen Bestrafungen von Sklaven häufig von ungeheurer Grausamkeit waren.

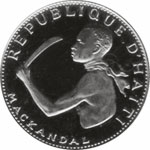
Mackandal auf einer haitianischen Münze

Pro Jahr entflohen durchschnittlich etwa 0,5 % der Sklaven (also Tausende im Lauf der Zeit) in die schwer zugänglichen Berge und lebten dort in Gemeinschaften sogenannter Maroons oder Cimarrones. Gelegentlich überfielen sie isolierte Plantagen. Es kam mehrfach zu örtlichen Sklavenaufständen. Der bekannteste Anführer eines solchen Aufstandes war ein gewisser François Mackandal, der nach sechs Jahren, die Tausende von Toten forderten, gefasst und in Cap-Francais öffentlich verbrannt wurde. Heute wird er in Haiti als Freiheitskämpfer geehrt. Die afrikanischen Sklaven brachten ihre Religion und Kultur mit nach Haiti. Das bekannteste Element der haitianischen Volkskultur, das dabei entstand, ist der Voodoo-Glaube, der sich aus dem westafrikanischen Vodun-Kult entwickelte.
1788 lebten in Haiti etwa 455.000 Menschen, von denen mehr als 400.000 Schwarze waren, 27.000 Weiße und knapp 22.000 Mulatten, also Menschen, die sowohl schwarze als auch weiße Vorfahren hatten. Mulatten der ersten Generation waren zumeist Kinder, die weiße Sklavenhalter mit schwarzen Sklavinnen gezeugt hatten. Sie wurden üblicherweise in die Freiheit entlassen und bildeten bald eine gesellschaftliche Schicht zwischen weißen Herren und schwarzen Sklaven. Obwohl diese „gens de couleur“ gewissen Restriktionen unterlagen – u. a. durften sie keine Weißen heiraten, keine europäische Kleidung oder Waffen tragen, bestimmte Berufe waren ihnen verboten –, konnten sie Land erwerben und Sklaven halten. 1798 waren Mulatten und die kleine Gruppe freier Schwarzer Eigentümer von einem Drittel aller Plantagen und einem Viertel aller Sklaven Saint Domingues.
1789 kam fast die Hälfte des weltweit produzierten Zuckers aus der französischen Kolonie, die auch in der Produktion von Kaffee, Baumwolle und Indigo Weltmarktführer war.

## Die Haitianische Revolution

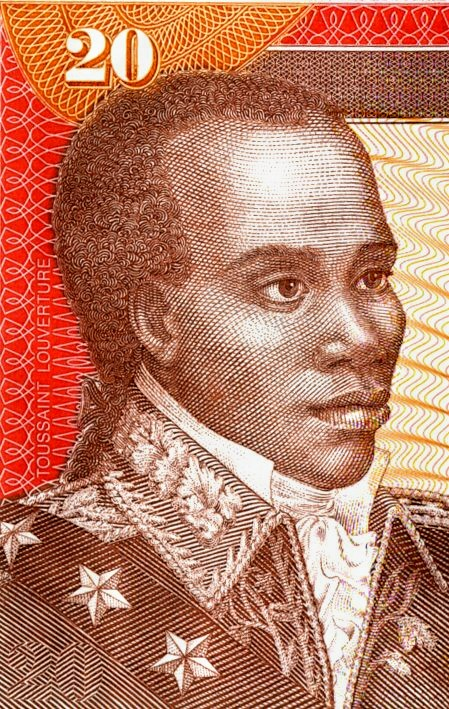
L'Ouverture auf einem 20 Gourdes Geldschein abgebildet

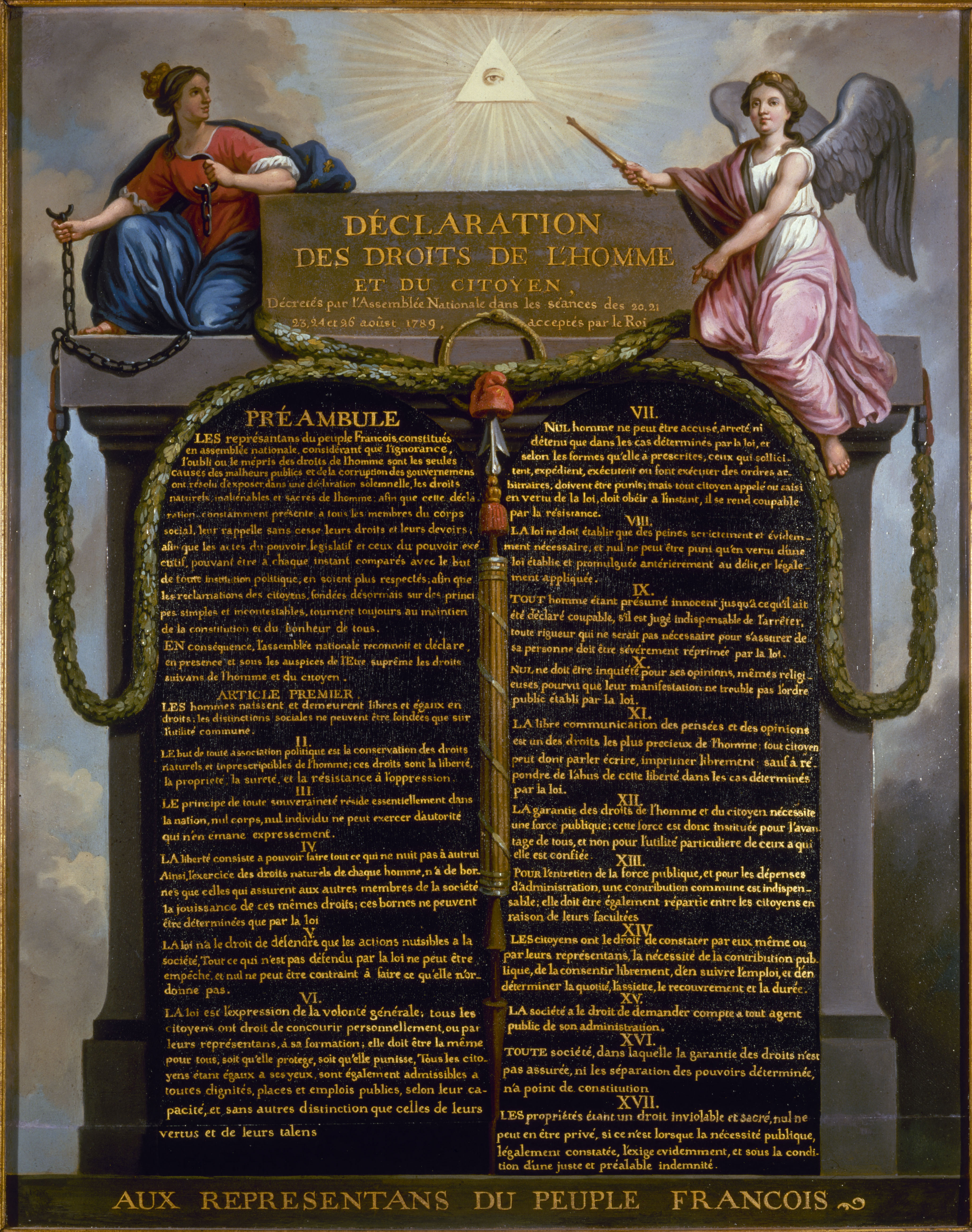
Zeitgenössische Darstellung der Erklärung der Menschenrechte 1789

Freiheit, Gleichheit, Brüderlichkeit: Die Ideale der 1789 ausbrechenden Französischen Revolution mussten in einem Land, in dem fast 90 % der Bevölkerung als Sklaven die rudimentären Menschenrechte und weiteren 5 % (den Mulatten) die Gleichberechtigung mit der weißen Oberschicht verweigert wurden, eine besondere Sprengkraft haben. Die Mulatten probten als Erste den Aufstand im Namen der Menschenrechte, ohne allerdings für die Freiheit ihrer eigenen Sklaven einzutreten. Der Aufstand wurde niedergeschlagen und die Anführer hingerichtet.
Der Aufstand der Sklaven begann am 22. August 1791 – ausgehend von der Region Plaine-du-Nord unter der Führung des später als Nationalheld gefeierten François-Dominique Toussaint L’Ouverture – und ergriff bald die gesamte Kolonie; er gilt als Beginn der Haitianischen Revolution. Im Verlauf dieser Revolution kam es zu Massakern an der weißen Bevölkerung, zur Abschaffung, Wiedereinführung und erneuten Abschaffung der Sklaverei, zur französischen Invasion der Insel, zur Vertreibung der französischen Truppen durch die schwarzen Generäle, zum Bürgerkrieg zwischen Schwarzen und Mulatten sowie zur Besetzung und späteren Räumung des spanischen Teiles der Insel. An ihrem Ende stand die Proklamation des unabhängigen Staates Haiti („bergiges Land“ in der Sprache der Taíno) 1804.

## Haiti bis zur Unabhängigkeit der Dominikanischen Republik

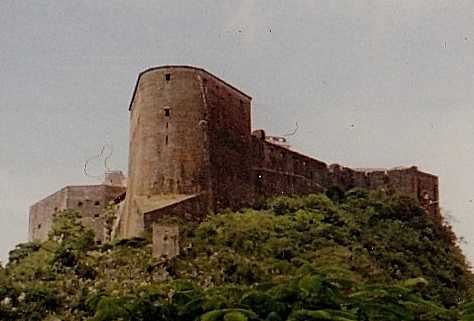
Die Citadelle La Ferrière, zu ihrer Zeit der größte Festungsbau außerhalb Europas

Am 1. Januar 1804 proklamierte Jean-Jacques Dessalines die Unabhängigkeit von Saint Domingue (gefeiert wird heute in Haiti der Tag der Verfassungsgebung, der 9. Mai 1801, als Unabhängigkeitstag). Am selben Tag besetzten französische Truppen Santo Domingo, wo die Sklaverei wieder eingeführt wurde. Praktisch wurde damit nur der Westteil Hispaniolas unabhängig.
Das Land erhielt den Namen „Haiti“, die Selbstbezeichnung lautete damals „Erster Freier Negerstaat“. Aus dem vielleicht einzigen erfolgreichen Sklavenaufstand der Weltgeschichte ging damit die erste selbstständige (aber instabile) Nation Lateinamerikas hervor. Dessalines ist heute einer der Nationalhelden Haitis.
Dessalines entwarf eine Flagge, indem er einfach das Weiß der französischen Trikolore entfernte. Er ernannte sich selbst am 8. Oktober (oder Dezember) zum Kaiser Jakob I. (Empereur Jacques I) und erließ am 20. Mai 1805 eine neue Verfassung. Die meisten der im Lande verbliebenen Franzosen wurden ermordet. Die Plantagen wurden enteignet und aufgeteilt, besetzt oder verlassen. Die auf dem Export der Landwirtschaft beruhende wirtschaftliche Stärke Saint Domingues schwand. Das Ziel einer egalitären Gesellschaft, die Triebfeder der französischen Revolution und auch des haitianischen Freiheitskampfes war, wurde verfehlt. Die Mulatten wurden die neue Elite, die Schwarzen blieben weitgehend eine ungebildete und rechtlose Landbevölkerung.
1805 eroberte Haiti das seit einem Jahr unter französischer Herrschaft stehende Santo Domingo. Die Seeschlacht von San Domingo der Koalitionskriege am 6. Februar 1806 endete mit einem britischen Sieg.
Dessalines Grausamkeit rief schon im folgenden Jahr eine Verschwörung zwischen dem Schwarzen Henri Christophe und dem Mulatten Alexandre Pétion hervor, welche den Kaiser am 17. Oktober 1806 ermordeten. Mit seinem Tod endete auch das Kaisertum; Haiti wurde wieder Republik. Als Anführer des Freiheitskampfes der Schwarzen wurde auch Henri Christophe ein Nationalheld Haitis.
Alsbald brach auch die durch den gemeinsamen Hass gegen die Weißen in den Hintergrund gedrängte Rivalität zwischen Mulatten und Schwarzen offen aus und blieb fortan das Motiv aller inneren Kämpfe des neuen Staats. Pétion, als Anführer der Mulatten, und Christophe, als Anführer der Schwarzen, kämpften miteinander um die Oberherrschaft. Das Land spaltete sich in eine südliche Mulatten-Republik mit Pétion als Präsident an der Spitze und in einen nördlichen Staat (Nord-Haiti), dem Henri Christophe als ernannter Präsident vorstand.
Beide Staaten trennte ein breiter Landstrich, den man absichtlich unbebaut ließ und der bald, von Lianen und Dorngesträuch überdeckt, eine natürliche Grenze bildete.
1808 verlor Haiti die Herrschaft über Santo Domingo. Einer Ansicht nach eroberten die Spanier Santo Domingo zurück; einer anderen Ansicht nach konnten die spanischen Kreolen (einheimische Nachfahren von Spaniern) von Santo Domingo mit britischer Unterstützung die Haitianer vertreiben, legten dann aber ihr Land wieder in spanische Hände.
Am 26. März 1811 verwandelte Christophe Nord-Haiti in eine erbliche Monarchie und ließ sich unter dem Namen Henri I. zum König krönen. Er ahmte den französischen Hofstaat nach und vergab inflationär Titel, Hof- und Staatsämter. Schließlich gab es vier Prinzen, acht Herzöge, zweiundzwanzig Grafen und eine große Anzahl von Angehörigen des niederen Adels.
Auf dem 950 Meter hohen Chaine Bonnet l’Eveque ließ er von ca. 20.000 Zwangsarbeitern die mächtigste Festung seiner Zeit außerhalb Europas errichten, die Zitadelle La Ferrière. Zugleich erschien ein neues Staatsgesetzbuch (Code Henry).
Die Sklaverei blieb im Grunde die alte, nur trat an die Stelle der Peitsche der Säbel. Zwischen beiden Staaten (des Westteils) herrschte unversöhnliche Feindschaft, und nur in der Zurückweisung der nach dem Wiener Kongress erneuerten Ansprüche Frankreichs waren sie einig. Pétion gab am 2. Juni 1816 seiner Republik eine Verfassung, welche Abschaffung aller Sklaverei, Pressefreiheit etc. festsetzte. Nach Pétions Tod am 27. März 1818 versuchte Henri I. die Mulatten-Republik mit seinem Königreich zu vereinigen; allein der Mulatten-General Jean-Pierre Boyer, der als Präsident Nachfolger Pétions geworden war, wusste diesen Versuch zu vereiteln. Henri I. selbst, welchen ein Aufruhr republikanisch gesinnter Mulatten in seinem Reich zu Grausamkeiten gereizt hatte, wurde immer verhasster, und im September 1820 brach ein Aufstand gegen ihn aus, der bald das ganze Reich erfasste und den Abfall seiner Truppen zur Folge hatte, worauf sich König Henri I. am 8. Oktober 1820 erschoss. Hierauf fand, da sich das Heer dem Präsidenten Boyer unterwarf, am 26. November 1820 die Vereinigung beider Teile Haitis zu einer einzigen Republik statt.
Am 1. Dezember 1821 proklamierte José Núñez de Cáceres den „Unabhängigen Staat Spanisch-Haiti“ (Estado Independiente de Haití Español).
1822 kam es zum erneuten Anschluss Santo Domingos an Haiti. Zu dem Ablauf gibt es zwei Ansichten:
1. Der Plan von Cáceres, das Land Großkolumbien unter Simón Bolívar anzuschließen, scheiterte, weil die Mehrzahl der Schwarzen und Mulatten eine Union mit Haiti vorzog, wo die Sklaverei bereits abgeschafft war. Der Anschluss an Haiti (und Abschaffung der Sklaverei) erfolgte 1822.
2. Möglich ist auch, dass Jean-Pierre Boyer, nachdem er Nord- und Süd-Haiti in seiner Macht hatte, mit den nun frei gewordenen militärischen Kräften 1822 Santo Domingo unterwarf und es am 8. Februar annektierte. Hauptmotive waren dabei die Verstaatlichung der spanischen Kirchengüter, die Sklavenbefreiung und die Einsetzung einer effizienteren nach französischem Vorbild ausgerichteten Landesverwaltung.

Die Republik Haiti wurde in der Folge von den meisten Staaten anerkannt. Nach mehreren vergeblichen Wiedereroberungsversuchen erkannte selbst Frankreich sie 1825 an, allerdings gegen eine an die ehemaligen Plantagenbesitzer zu zahlende Entschädigung von 150 Mio. Franc, die 1838 bei Gelegenheit des Abschlusses eines Handelsvertrags zwischen Frankreich und Haiti auf 60 Mio., in 30 Raten bis 1867 zu zahlen, herabgesetzt wurde. Die Schuldenlast hemmte die Entwicklung der haitianischen Wirtschaft langdauernd.
Haiti musste zur Bezahlung der Schulden Steuern einführen, die langanhaltende Unzufriedenheit, besonders im spanisch geprägten Ostteil, verursachte. Insbesondere finanzierte Boyer sie durch Anleihen bei französischen Banken, und diese Auslandsverschuldung wurde chronisch.
Seit 1822 regierte Boyer nach der Verfassung vom 2. Juni 1816 als Präsident auf Lebenszeit, jedoch unter beständigem Zerwürfnis mit dem Repräsentantenhaus.
Im Frühjahr 1842 wurde Haiti von einem furchtbaren Erdbeben heimgesucht, das einige Städte fast vernichtete; besonders hart war die Stadt Cap-Haïtien betroffen. Boyer wurde 1843 durch eine von den Mulatten Dumesle und Charles Rivière-Hérard geleitete Verschwörung gestürzt und ging nach Europa ins Exil, wo er 1850 in Paris verstarb.
Die siegreichen Parteihäupter teilten darauf die Stellen unter sich auf. Widerstand zeigte sich nur in dem spanisch geprägten Ostteil (Santo Domingo), weshalb Rivière eilig mit Truppen dahin zog, die vornehmsten Einwohner von Santo Domingo gefangen nahm und eine Besatzung unter seinem Bruder, dem Obersten Leo Herard, zurückließ. Aber kaum wurde eine neue Verfassung eingeführt und hatte Rivière als Präsident die Macht übernommen, als im August 1843 im Ostteil wieder ein offener Aufstand ausbrach.
Am 27. Februar 1844 erkämpfte sich und proklamierte Santo Domingo als Dominikanische Republik (República Dominicana) seine Unabhängigkeit vom westlichen Landesteil Haiti.

## Instabilität (1844 bis 1915)

### Haiti nach der Unabhängigkeit der Dominikanischen Republik
Nach dem Abfall der Dominikanischen Republik von Haiti am 27. Februar 1844 rief Charles Rivière-Hérard über den Osten der Insel den Blockadezustand aus. Nachdem er die Nationalgarde zu den Waffen gerufen hatte, brachen am 10. März 1844 zwei Heere mit insgesamt 20.000 Mann nach Osten auf. Die eine Kolonne, unter Pierrot, einem schwarzen General, wurde jedoch schon auf dem Marsch von Pimentel bei Seybo geschlagen, und auch die zweite, unter Rivière selbst, erlitt am 9. April bei Santiago de los Caballeros erneut eine Niederlage.
Nun empörten sich in Haiti die Schwarzen gegen die Mulatten. Um zu retten, was noch zu retten war, willigten diese ein, dass ein Schwarzer, Guerrier, zum Präsidenten gewählt werden sollte, zumal dieser bei seinem hohen Alter und seiner unmäßigen Neigung zum Trunk Hoffnung gab, dass die wirkliche Leitung der Geschäfte nach wie vor in den Händen der Farbigen bleiben würde. Wirklich wurde Guerrier schon Anfang 1845 ein Opfer seiner Trunksucht.
Unter seinem Nachfolger Pierrot machten die Mulatten einen Versuch, ihren alten Einfluss wiederzugewinnen, und erhoben sich am 25. September 1845, um die Zurückberufung Rivières zu erzwingen. Die Bewegung wurde jedoch sofort unterdrückt, und die Mulatten sahen sich nun blutigen Verfolgungen ausgesetzt. Der Hass der Schwarzen äußerte sich unter anderem in einem Gesetz, das jede Ehe zwischen Weißen und Schwarzen verbot. Als sich Anfang 1846 der Volksunwille gegen den Präsidenten Pierrot wandte, gab dieser seine Sache sofort auf und trat in den Privatstand zurück.

Faustin Soulouque, auch bekannt als Faustin I.

Der durch diese Revolution am 28. Februar 1846 auf den Stuhl gehobene Präsident war General Jean-Baptiste Riché. Die Verfassung von 1843 wurde durch die vom 14. November 1846 ersetzt, welche im Wesentlichen die von 1816 war. Der Präsident, ein fast 70-jähriger Mann, aber noch von hoher Tatkraft, stellte in kurzer Zeit den Frieden auf der Insel wieder her, vermehrte die Hilfsquellen des Landes und ließ sich die Zivilisierung des haitianischen Volkes angelegen sein. Zu früh für Haiti starb er am 27. Februar 1847.
Der als sein Nachfolger proklamierte General Faustin Soulouque versprach zwar in einem Erlass vom 3. März, das frühere Ministerium beizubehalten und die Politik seines Vorgängers fortzusetzen. Er begann jedoch seine Regierung mit einem Ministerwechsel, der die den Weißen feindlichsten Schwarzen ans Ruder brachte. Soulouque bereitete den Krieg gegen die Nachbarrepublik vor. Im März 1849 erfolgte der Einfall in Santo Domingo. In der Schlacht bei Savanna Numero am 22. April 1849 behaupteten die Dominicanos jedoch unter General Santana nach einem fürchterlichen Gemetzel das Feld. Soulouques Heer löste sich auf, und Santana würde dem westlichen Staat ein völliges Ende gemacht haben, wenn ihn nicht ein Aufstand nach Santo Domingo zurückgerufen hätte.

### Kaiserreich (1849 bis 1859)
Nach seiner Rückkehr von dem erfolglosen Feldzug ließ Soulouque sich am 26. August 1849 in Port-au-Prince zum Kaiser ausrufen und setzte sich in der Kathedrale selbst die Krone auf. Als Kaiser Faustin I. ordnete er nun sein Reich ganz nach napoleonischem Vorbild und umgab sich mit einer glänzenden Kaisergarde. Das Ausland reizte er durch Monopolisierung von Zucker und Kaffee, zeitweilige Sperrung der Häfen gegen fremde Schiffe und hohe Steuern, die er den auswärtigen Kaufleuten auferlegte. Den Konsuln von England, Nordamerika und Frankreich gelang es im Sommer 1850, die Aufhebung dieser Monopolisierung zu erwirken, doch trat an deren Stelle ein erhöhter Ausgangszoll auf Kaffee und andere Hauptausfuhrartikel.
Im Innern herrschte der Kaiser willkürlich und grausam. Am 30. September 1850 begann er abermals Feindseligkeiten gegen San Domingo. Doch das Landheer des Kaisers erlitt am 9. Oktober in den Bergen von Banica wiederum eine bedeutende Niederlage. Anfang 1851 boten England, Frankreich und die Vereinigten Staaten ihre Vermittlung bei den Feindseligkeiten an. Neue Eroberungspläne Faustins auf San Domingo, trotz der Protestaktionen Frankreichs und Englands im Dezember 1855 ins Werk gesetzt, scheiterten ebenso wie die früheren. In der Savanne von San Tome wurde das 18.000 Mann starke, teils unter Faustins, teils unter General Fabre Geffrards Kommando stehende Heer am 22. Dezember geschlagen. Der Kaiser selbst floh und überließ die kaiserliche Kasse samt Bagage etc. dem Feind. Er ließ hierauf drei Generäle und mehrere Offiziere – angeblich aufgrund des Einverständnisses mit den Dominicanos – erschießen, sammelte die Reste seines Heeres, erlitt aber mit 10.000 bis 12.000 Mann in der „großen Savanne“ (Sabanalarga) am 24. Januar 1856 eine zweite entscheidende Niederlage. Zwar verkündete er unmittelbar nach seiner Rückkehr durch eine Proklamation, dass der Krieg gegen San Domingo nur vorläufig aufgeschoben sei, doch führten die Vermittlungen Englands und Frankreichs sowie die kühne Haltung der Dominicanos noch in demselben Jahr zum Abschluss eines dreijährigen Waffenstillstandes.

### Wiederherstellung der Republik (1859 bis 1915)
Inzwischen erfolgte Faustins Sturz. Eifersüchtig auf das Ansehen, das sein General Geffrard bei den Truppen genoss, hatte er bereits dessen Verhaftung und Hinrichtung angeordnet, als dieser, noch rechtzeitig gewarnt, am 21. Dezember 1858 nach Gonaïves entkam und dort von den Truppen des Distrikts Artibonite zum Präsidenten von Haiti ausgerufen wurde. Faustins Regierung war so verhasst, dass Geffrard schon am 15. Januar 1859 ohne Widerstand in Port au Prince einziehen und die Präsidentschaft übernehmen konnte. Er schützte den nach Jamaika abziehenden Exkaiser vor der Volkswut und nahm auch sonst keine politischen Verfolgungen vor. Intelligent und aktiv, begünstigte er Künste und Wissenschaften und gewährte volle bürgerliche und religiöse Duldung, rief aber eben hierdurch beständige Opposition von Seiten der Schwarzen alten Schlags hervor. Die Armee wurde verringert, der frühere liberale Zolltarif wiederhergestellt und eine Flotte gegründet. Mehrere Revolten wurden niedergeworfen, namentlich 1865 mit Hilfe Englands auch die der Partei der sogen. Lizards („Eidechsen“) unter dem Rittmeister Salnave.

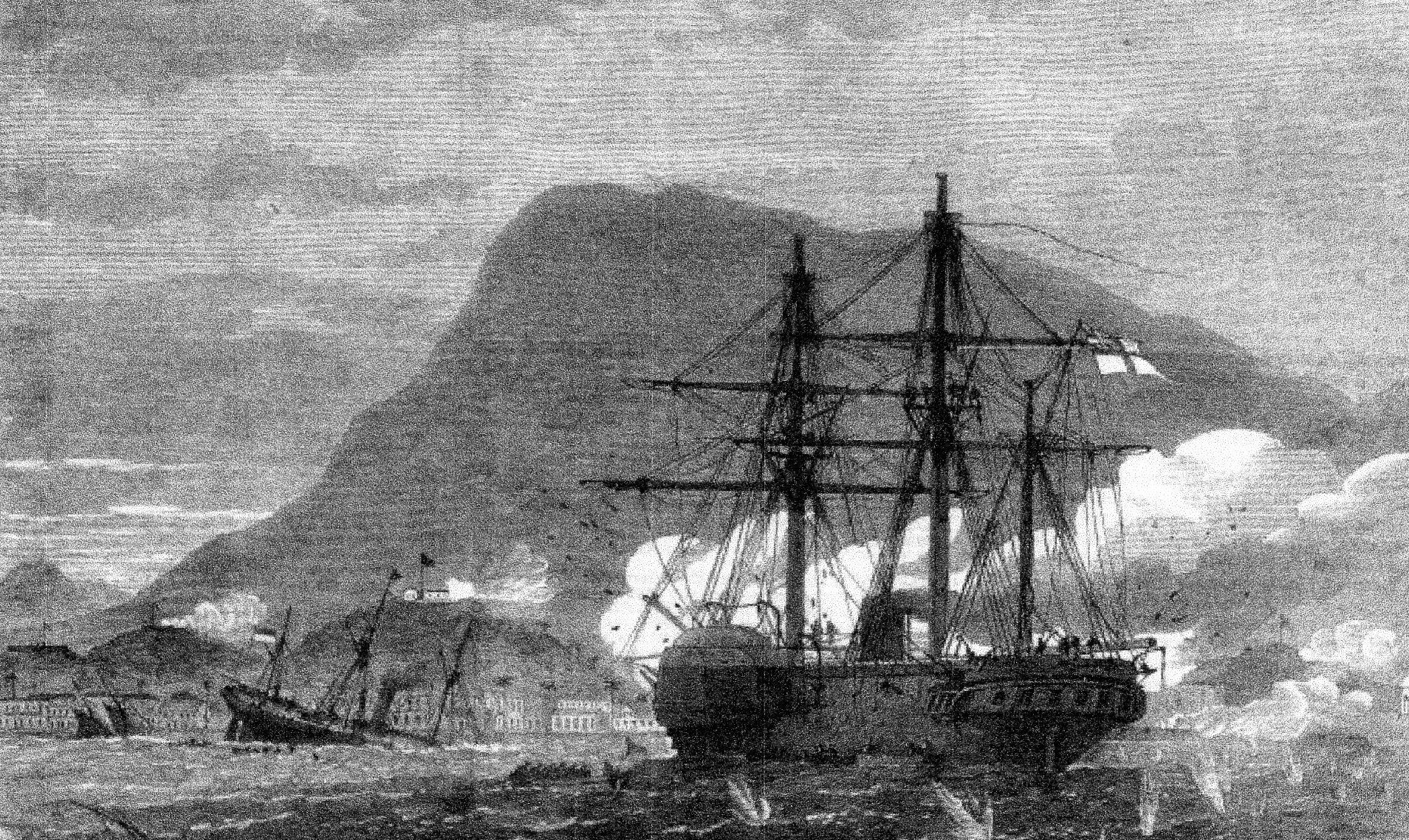
Britisches Kanonenboot HMS Bulldog im Gefecht vor Cap Haitien am 23. Oktober 1865

Diesem gelang es jedoch zwei Jahre später, Geffrard zu stürzen, und Salnave wurde daraufhin auf vier Jahre zum Präsidenten gewählt, worauf eine neue Verfassung der Republik verkündet wurde.
Aber schon 1868 erhob sich die Partei der Cacos („Papageien“) unter General Nissage Saget gegen die Partei Salnaves; Saget siegte nach zweijährigen Kämpfen, eroberte 1869 Port au Prince und ließ 1870 Salnave erschießen. Saget wurde darauf für vier Jahre zum Präsidenten der Republik gewählt.
Ihm folgte 1874 General Michel Domingue. Da dieser und sein Neffe, der Vizepräsident Rameau, durch Habsucht und Erpressung allgemeine Unzufriedenheit erregten, kam es 1876 zu einem Aufstand, infolge dessen am 19. Juli 1876 das Haupt der Nationalen, General Pierre Théoma Boisrond-Canal, zum Präsidenten gewählt wurde. Doch schon im Juli 1879 wurde Boisrond-Canal, dessen Regierung keine glückliche war, durch die Gegenpartei der Liberalen nach einem blutigen Straßenkampf in Port au Prince gestürzt, bei dem ein großer Teil der Stadt in Flammen aufging, und General Salomon zum Präsidenten erhoben. Ein Aufstand unter Salomons Rivalen Boyer Bazelais, welcher 1883 in Miragoane ausbrach, wurde nach hartnäckigen Kämpfen Ende 1883 unterdrückt.
Bis 1915 gab es elf weitere Präsidenten. Florvil Hyppolite (1889–1896) regierte sechseinhalb Jahre. In der turbulenten Zeit von 1912 bis 1915 amtierten allein sieben Präsidenten.

## Intervention der USA (1915 bis 1934)

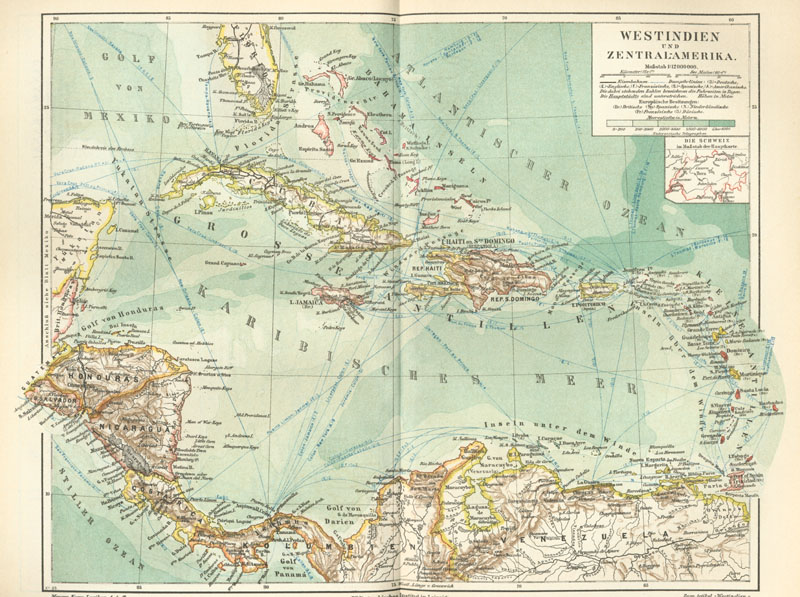
Die Karibik am Ende des 19. Jahrhunderts

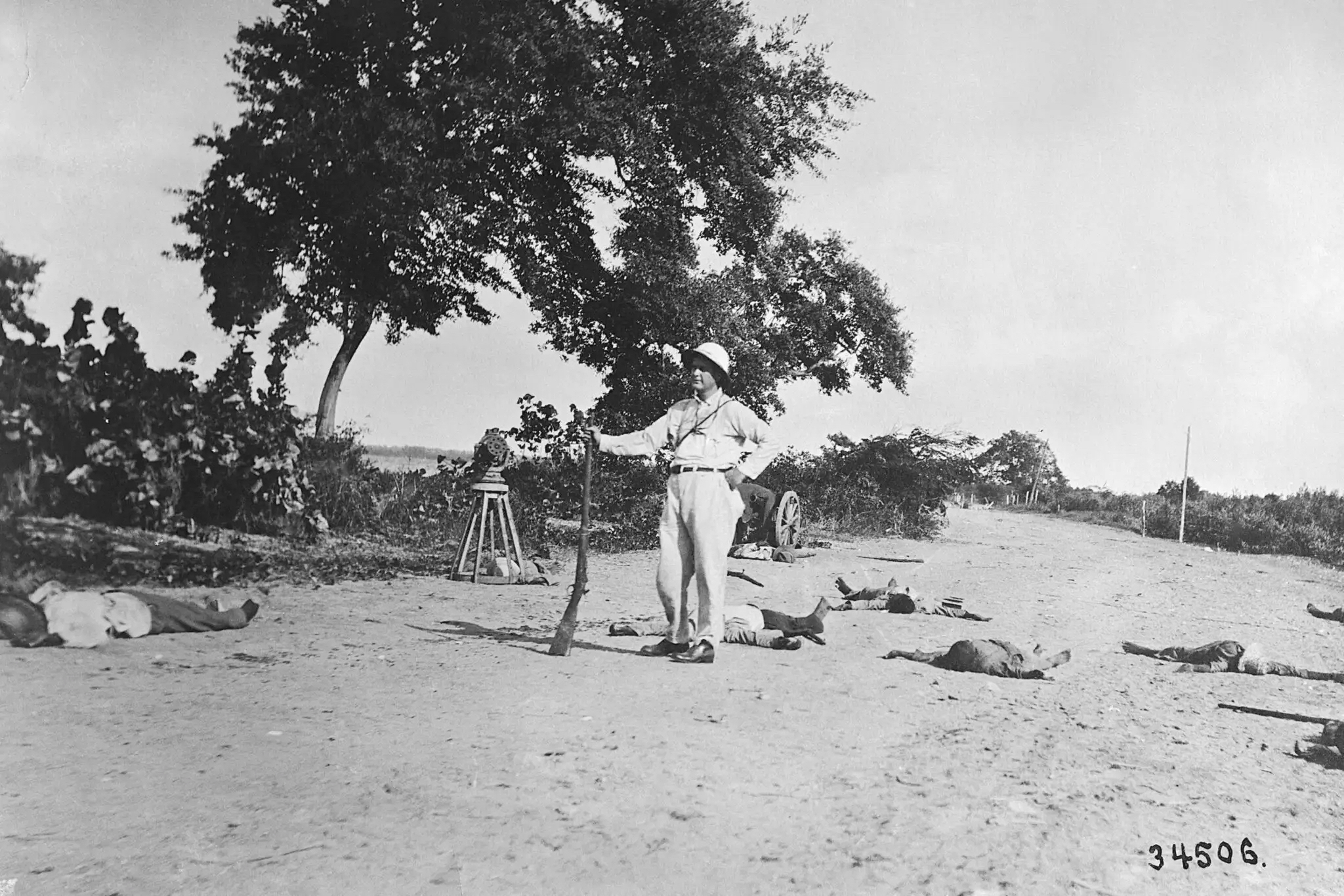
US-Amerikaner posiert mit toten haitianischen Revolutionären, die von Maschinengewehren der US-Marine getötet wurden (Foto vom November 1915)

Am 28. Juli 1915, unmittelbar nachdem eine Menschenmenge Präsident Jean Vilbrun Guillaume Sam gelyncht hatte, wurde Haiti durch die USA besetzt. Offizielles Ziel der Intervention war es, die öffentliche Ordnung in dem von inneren Konflikten zerrissenen Land wiederherzustellen. Mit der Haitian–American Convention vom 16. September wurde der US-amerikanische Einfluss festgeschrieben und Haiti zum Protektorat. Für zehn Jahre behielt sich die Besatzungsmacht damit das Recht vor, auf Haiti Polizeiaufgaben und die Kontrolle über die Finanzen des Landes zu übernehmen.
Ein Aspekt, der zur Intervention der USA führte, war auch der deutsche Einfluss in Haiti. Die kleine Gruppe deutscher Einwanderer (etwa 200 um 1910) dominierte damals die Wirtschaft des Landes und in Washington fürchtete man, dass das Deutsche Reich Flottenstützpunkte in der Karibik-Republik einrichten könnte. Im Juli 1918, kurz vor Ende des Ersten Weltkriegs, wurde Haiti gezwungen, Deutschland den Krieg zu erklären, womit der Weg zur Enteignung der Deutschen frei war. Doch nach dem Krieg wurde den Deutschen ihr Besitz zurückerstattet.
Die amerikanische Besatzung dauerte 19 Jahre und war für Haiti in vieler Hinsicht traumatisch. Führer des bewaffneten Widerstands gegen die US-amerikanischen Besatzungstruppen war der ehemalige General Charlemagne Péralte, der 1919 in einer verdeckten Operation des United States Marine Corps erschossen wurde. Insgesamt fielen in Kampfhandlungen zwischen den Marines sowie der von ihnen aufgebauten und geführten Gendarmerie d’Haïti gegen so genannte cacos, irreguläre Kämpfer aus dem Norden Haitis, gut 2000 dieser Kämpfer. In der Frühzeit der Besatzung war Smedley D. Butler, ein Brigadegeneral des United States Marine Corps, als Chef der Gendarmerie d’Haïti eine Schlüsselfigur.
Zwar bauten die Amerikaner viele Straßen, Krankenhäuser und Telefonanlagen. Doch mit ihrem Rassismus gegenüber Schwarzen und Mulatten demütigten sie die Haitianer zutiefst. Bezeichnend ist der Ausspruch des US-amerikanischen Außenministers William Jennings Bryan: „Ach Gottchen, denken Sie nur – Nigger, die Französisch sprechen.“ Die US-Besatzer verpflichteten für ihre Straßenprojekte Bauern zur Zwangsarbeit und ihr Kampf gegen die „Caco“-Rebellen forderte tausende Menschenleben. Der Voodoo wurde als „Satanskult“ unterdrückt.

## Von der erneuten Unabhängigkeit 1934 bis zum Jahr 2000

### Erneute Unabhängigkeit (1934 bis 1957)
Schließlich wurden die US-Streitkräfte 1934 im Rahmen der Good Neighbour Policy aus Haiti abgezogen. Während des Zweiten Weltkrieges erklärte Haiti wie viele der Staaten Mittel-Amerikas, die unter dem Einfluss der USA standen, dem Deutschen Reich am 12. Dezember 1941 den Krieg. Präsident Élie Lescot (Leslie Lescot), der aus der mulattischen Elite stammte und enge Verbindungen zu den USA und zu dem dominikanischen Diktator Trujillo unterhielt, unterstützte den Kriegseintritt und das von den USA initiierte kriegswichtige Programm für die Pflanzung von Kautschukbäumen, das sich jedoch als Fehlschlag erwies.
Die Beteiligung am Zweiten Weltkrieg war rein formal, es gab keinen Beitrag zu den Kampfhandlungen in Europa oder Asien. Die Kriegserklärung ermöglichte es allerdings, deutsches Eigentum in Haiti als Feindeigentum zu enteignen. Nützlich war die Kriegserklärung auch für die britischen und US-amerikanischen Streitkräfte, die für Angriffe auf deutsche U-Boote in der Karibischen See in den haitianischen Hoheitsgewässern operieren und die haitianischen Flugplätze nutzen konnten.
Der korrupte und mit brutalen Polizeimethoden agierende Lescot wurde 1946 von einer Koalition aus Noirists (Vertretern einer schwarzen Empowerment-Bewegung), Marxisten und unteren Dienstgraden des Militärs aus dem Amt und ins Exil vertrieben. In dieser Revolution brachen die Schwarzen die Macht der Mulatten; ihre Vorherrschaft wurde unter dem ersten schwarzen Präsidenten seit Jahrzehnten Dumarsais Estimé (1946–1950), einem Vertreter der Interessen des Kleinbauerntums, und unter dem General Paul Eugène Magloire (1950–1956) ausgebaut.
Bis 1950 galt in Haiti ein Zensuswahlrecht, das bestimmte Einkommens- und Besitzgrenzen für die Erlangung des Wahlrechts erforderlich machte. Darüber hinaus gab es bis 1950 weder ein aktives noch ein passives Frauenwahlrecht.

### Duvalier-Diktatur (1957 bis 1986)
1957 wurde der Arzt François Duvalier, genannt Papa Doc, mit Hilfe des Militärs zum Präsidenten gewählt und brachte so sich und seinen Familienclan in die Schlüsselpositionen des Staates. Er vertrat ein rassenpolitisch aggressives Programm und entmachtete systematisch die mulattische Elite. Auch der Voodoo-Kult wurde wieder zugelassen. Nach seinem Tod 1971 trat sein Sohn Jean-Claude Duvalier, genannt Baby Doc, seine Nachfolge an und ließ sich als Präsident auf Lebenszeit bestätigen. Im Jahr 1984 kam es zu ersten Unruhen. Die Verfassung von 1985 dehnte das Wahlrecht auf alle Bürgerinnen und Bürger aus.
1986 wurde das Kriegsrecht ausgerufen. Jean-Claude Duvalier wurde im weiteren Verlauf abgesetzt und ging ins französische Exil.

### Zeit des Übergangs (1986 bis 1990)
Nach „Baby Docs“ Absetzung und Flucht begann die Zeit des Übergangs mit weiteren Versuchen, eine stabile Republik zu bilden. Das Einkammerparlament mit 59 Sitzen wurde aufgelöst. Am 21. März 1986 ernannte sich General Henri Namphy zum Präsidenten. Am 19. Oktober 1986 wurde bei einer nur fünfprozentigen Beteiligung eine verfassunggebende Versammlung gewählt, die für 1987 eine Präsidialrepublik mit einer entsprechenden Verfassung vorbereiten sollte. Am 29. März 1987 wurde die neue Verfassung mit großer Mehrheit vom Volk angenommen.
Man installierte ein alle vier Jahre zu wählendes Abgeordnetenhaus mit 83 Mitgliedern und einen alle sechs Jahre zu wählenden Senat mit 27 Mitgliedern. Alle fünf Jahre sollte das Staatsoberhaupt direkt gewählt werden.
Im November 1987 mussten die Wahlen zum Parlament abgebrochen werden, da die immer noch zahlreichen Anhänger von Duvalier wahlwillige Bürger bedrohten und sogar ermordeten.
Leslie Manigat wurde dann im Januar 1988 als Präsident gewählt, aber schon im Juni von den Forces Armées d’Haïti wieder entmachtet. Nachdem General Namphy eine nur aus Militärs bestehende Regierung ernannte, erfolgte drei Monate später schon der nächste Putsch, diesmal durch Generalleutnant Avril.
Im Jahr 1990 stürzte General Hérard Abraham den Diktator Prosper Avril und übergab die Macht an Zivilisten, um so den Weg für freie Wahlen zu ebnen.

### 1990 bis 2000

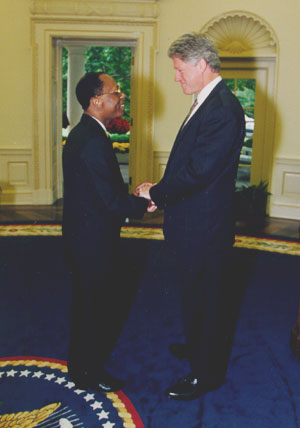
Jean-Bertrand Aristide (links) mit US-Präsident Bill Clinton, 1994

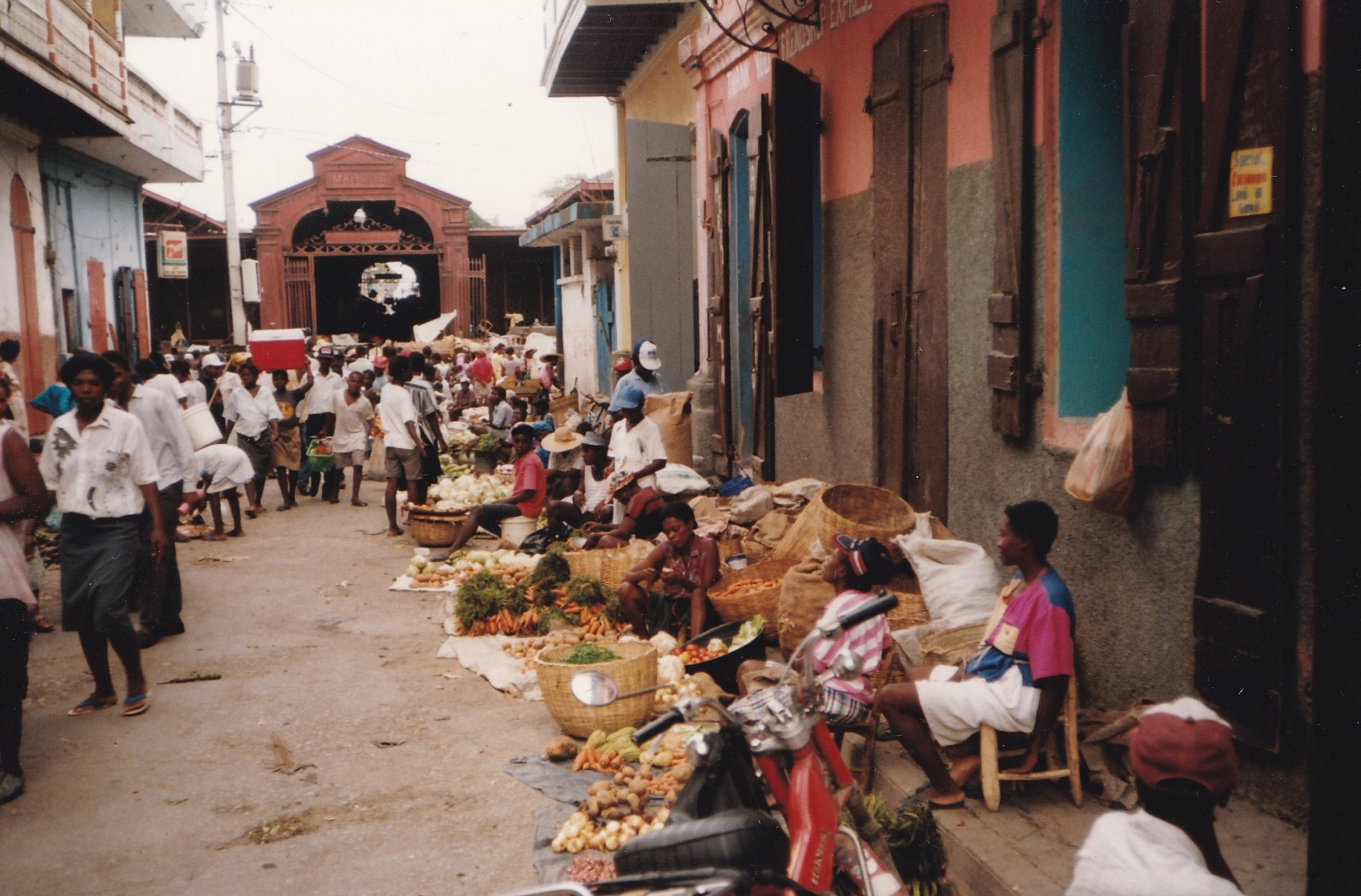
Eine Marktstraße in Haiti im Februar 1996

In diesen Wahlen gewann Jean-Bertrand Aristide 1990 die Präsidentenwahlen, wurde aber am 30. September 1991 durch einen Armeeputsch gestürzt. General Raoul Cédras übernahm die Macht. Es folgten drei düstere Jahre für das Land. Misswirtschaft, Terror und Korruption bestimmten den Alltag der Bürger, eine Flüchtlingswelle zum US-Militärstützpunkt Guantanamo in Kuba setzte ein. Trotz oftmaliger Wechsel der Position des Ministerpräsidenten verbesserte sich die Lage nicht, im Gegenteil. Nun wurden Wirtschaftssanktionen verhängt und der internationale Druck stieg. Die Vereinten Nationen und die Organisation Amerikanischer Staaten entsandten die Mission Civile Internationale en Haïti (MICIVIH, deutsch: Internationale zivile Mission in Haiti), eine gemeinsame Gruppe von Beobachtern, die vom Februar 1993 bis zum April 2000 die Wahrung bzw. die Missachtung und Verletzung der Menschenrechte in Haiti dokumentierte. Als UN-Friedensmission war vom September 1993 bis zum Juni 1996 die Mission des Nations unies en Haïti (MINUHA, deutsch: Mission der Vereinten Nationen in Haiti) im Einsatz.
Am 19. September 1994 intervenierten die USA im Rahmen der Operation Uphold Democracy in Haiti nach 1915 ein zweites Mal und setzten Jean-Bertrand Aristide wieder ins Präsidentenamt ein. Er löste zu Beginn des Jahres 1995 das Militär auf, stärkte aber im Gegenzug den Polizeiapparat (Chimères). Der spätere Rebellenführer und Gegenspieler Guy Philippe kehrte aus Ecuador in seine Heimat zurück und stieg im neu geschaffenen Polizeiapparat schnell auf. 1995 wurde er dann zum Polizeichef von Cap-Haïtien.
Am 31. März 1995 wurde Haiti unter ein UNO-Mandat gestellt, das Ende 1997 wieder auslief. Während dieser Zeit verlief das öffentliche Leben in relativ geordnetem Rahmen.
Ein weiteres „Ziehkind“ von Aristide, René Préval, wurde am 17. Dezember 1995 zum Präsidenten gewählt, seine Amtszeit dauerte vom 7. Februar 1996 bis zum 7. Februar 2001.

## 21. Jahrhundert

### 2000 bis 2004
Nachdem im Januar 2000 die Interventionstruppen der USA das Land verlassen hatten, fanden vier Monate später umstrittene Parlamentswahlen statt. Die Partei Aristides (Fanmi Lavalas (haitianisch-kreolisch für Lawine-Familie)) gewann die Mehrheit der Parlamentssitze.
Nach der Präsidenten-Wahl am 26. November 2000, die Jean-Bertrand Aristide mit 91,8 % der Stimmen gewann, wurden Manipulationsvorwürfe laut; die Opposition hatte die Wahl boykottiert. Auf Drängen der USA wurde die internationale Hilfe für Haiti daraufhin eingestellt.
Aristide trat sein Amt am 7. Februar 2001 an. Ohne internationale Hilfe und mit starkem internationalem Druck gegen Aristide wurde die Position der Regierung immer schwieriger. Immer wieder kam es zu Zusammenstößen zwischen Aristide-Gegnern und regierungstreuen Demonstranten.

### Revolution und Übergang (2004)

#### Der Sturz von Jean-Bertrand Aristide
Am 200. Unabhängigkeitstag am 1. Januar 2004 kam es zu schweren Unruhen in Haiti, die mit Schüssen gegen den Präsidenten Aristide und seinen südafrikanischen Amtskollegen Thabo Mbeki in der Stadt Gonaïves begannen. Haitianische Polizisten und südafrikanische Sicherheitsleute erwiderten das Feuer. Im ganzen Land kam es daraufhin zu Zusammenstößen zwischen Regierungsgegnern und den Sicherheitskräften.
Gegen Aristide gerichtete, gut organisierte Aufstände, vor allem der Front pour la Libération et la Reconstruction Nationales (zeitweise Revolutionäre Widerstandsfront des Artibonite genannt), brachten das Land Anfang Februar an den Rand eines Bürgerkrieges. Am 5. Februar 2004 übernahmen die Aufständischen unter ihrem Anführer Butteur Métayer in der Stadt Gonaïves (160 km nordwestlich von Port-au-Prince) die Macht. Aristide hatte 1995 die Armee aufgelöst, und die Polizei war nicht imstande bzw. nicht willens, den Rebellen ernsten Widerstand entgegenzusetzen.
Nachdem am 14. Februar 2004 die früheren Putschisten Louis-Jodel Chamblain und Guy Philippe aus ihrem Exil in der Dominikanischen Republik zurückgekehrt waren, schlossen diese sich dem Aufstand an. Die Rebellen eroberten daraufhin in den folgenden Tagen zahlreiche Städte und Orte im Norden der Karibikrepublik.
Schließlich erreichten die Truppen Ende Februar Port-au-Prince. Der amtierende Präsident Jean-Bertrand Aristide gab dem Druck der Rebellen und der USA nach und wurde von einem amerikanischen Militärflugzeug am 29. Februar 2004 (kurioserweise dem Geburtstag von Guy Philippe) in die Zentralafrikanische Republik geflogen. Aristide nannte dies später „eine moderne Entführung“ und einen „Staatsstreich“ der USA.
Nach Aristides Flucht übernahm der Oberste Richter Boniface Alexandre die Amtsgeschäfte des Staatsoberhaupts in der Hauptstadt. Bei den bewaffneten Auseinandersetzungen waren bis Anfang März 2004 mehr als 200 Menschen ums Leben gekommen.
Am 4. März 2004 kündigte Guy Philippe an, die Rebellen würden ihre Waffen niederlegen, was Philippe später relativierte. In der Hauptstadt Port-au-Prince demonstrierten am selben Tag Tausende für die Rückkehr von Aristide. Am 7. März 2004 schossen unbekannte Täter auf friedliche Demonstranten und töteten mindestens sechs Menschen. Erstmals seit Beginn der Unruhen kam auch ein ausländischer Journalist ums Leben.

#### Aristide im Exil
Von seinem Exilort in Bangui, Zentralafrikanische Republik, aus warf Aristide am 1. März 2004 den USA vor, ihn gegen seinen Willen aus dem Land gebracht zu haben. Die US-Regierung dementierte umgehend; man sei lediglich bei der Flucht ins Ausland behilflich gewesen, hieß es weiter.
Am 9. März 2004 teilte ein Rechtsanwalt von Aristide mit, dass man die USA und Frankreich wegen Entführung verklagen will. Der konkrete Vorwurf lautete, die Regierung von US-Präsident George W. Bush habe Aristide aus Haiti entfernen wollen und Frankreich habe durch den Verstoß gegen internationales Recht dabei geholfen.
Unterstützung erhielt Aristide am 9. März 2004 jetzt auch von der Afrikanischen Union (AU) und der Gemeinschaft der Karibikstaaten. Die 53 Staaten umfassende AU erklärte an ihrem Hauptsitz Addis Abeba, die Entfernung Aristides aus seinem Amt sei verfassungswidrig. Dabei gehe es nicht um Personen, sondern um die Grundsätze der Demokratie. Außerdem forderte die aus 15 Staaten bestehende Karibische Gemeinschaft eine internationale Untersuchung der Entführungsvorwürfe. Aristides Anwalt hatte vorher erklärt, dass man auch Beschwerde bei den Vereinten Nationen einlegen wolle, wenn man die Unterstützung einiger afrikanischer Staaten bekomme.
Weiterhin rief Aristide zum Widerstand gegen die seiner Meinung nach „inakzeptable Besatzung“ auf. So sagte er bei seinem ersten öffentlichen Auftritt: „Ich bin der demokratisch gewählte Präsident und bleibe es auch.“
Die Ankündigung südafrikanischer Regierungsvertreter vom 5. März 2004, der Aufenthalt Aristides in der Zentralafrikanischen Republik sei nur vorübergehender Natur, bestätigte sich acht Tage später. Jamaika gewährte am 13. März 2004 dem Ex-Präsidenten ein vorübergehendes Aufenthaltsrecht. Die neue Regierung zeigte sich darüber besorgt, könne doch eine solche Nähe Aristides zu Haiti weitere Unruhen schüren. Als weitere Reaktion auf diesen Vorgang berief die neue Regierung am 15. März 2004 ihren Botschafter von Jamaika ab und fror die Beziehungen zu dem Staat ein. Jamaikas Premierminister Percival J. Patterson versicherte jedoch, dass er Aristide ausschließlich aus „humanitären Gründen“ einreisen lasse, bevor ein endgültiges Exilland außerhalb der Region für ihn gefunden sei. Er müsse sich jeglicher politischer Betätigung enthalten.
Der 22. März 2004 brachte eine neue Wendung der Exilfrage. Nigeria wolle dem Gestürzten nun Asyl gewähren, hieß es von dort. Man sei dazu vorübergehend bereit, teilte das Präsidentenamt in der nigerianischen Hauptstadt Abuja mit.
Am 1. April 2004 kündigte die haitianische Übergangsregierung an, eine unabhängige Kommission zur Untersuchung von Korruptionsvorwürfen gegen den gestürzten Präsidenten Jean-Bertrand Aristide einzurichten. Das Gremium solle alle Verstöße auflisten, um dann formell seine Auslieferung zu beantragen.
Nachdem die Gemeinschaft der karibischen Staaten Südafrika am 10. Mai 2004 offiziell darum gebeten hatte, den entmachteten Staatschef einreisen zu lassen, gab die südafrikanische Regierung am 13. Mai 2004 bekannt, dass sie nach Rücksprache mit den Regierungen von Frankreich und den USA Aristide zeitweilig aufnehmen wird.
Am 30. Mai 2004 brach er von Kingston, der jamaikanischen Hauptstadt, zusammen mit seiner Frau und seinen zwei Töchtern ins Exil nach Südafrika auf. Dort wurde er am 31. Mai von Präsident Thabo Mbeki begrüßt. Nach eigenen Angaben wollte er sich nur vorübergehend in Südafrika aufhalten, bis sich die Lage in Haiti wieder beruhigt hatte. Er sah sich immer noch als rechtmäßigen Präsidenten des Landes.

#### Ausländische Truppenpräsenz 2004 bis 2017
Die USA, Frankreich und Chile entsandten am 29. Februar 2004, also noch am selben Tag, an dem Aristide das Land verlassen hatte, erste Truppen nach Haiti. Insgesamt befanden sich im März 2004 1600 US-Soldaten, 800 französische und 130 chilenische Soldaten im Land.

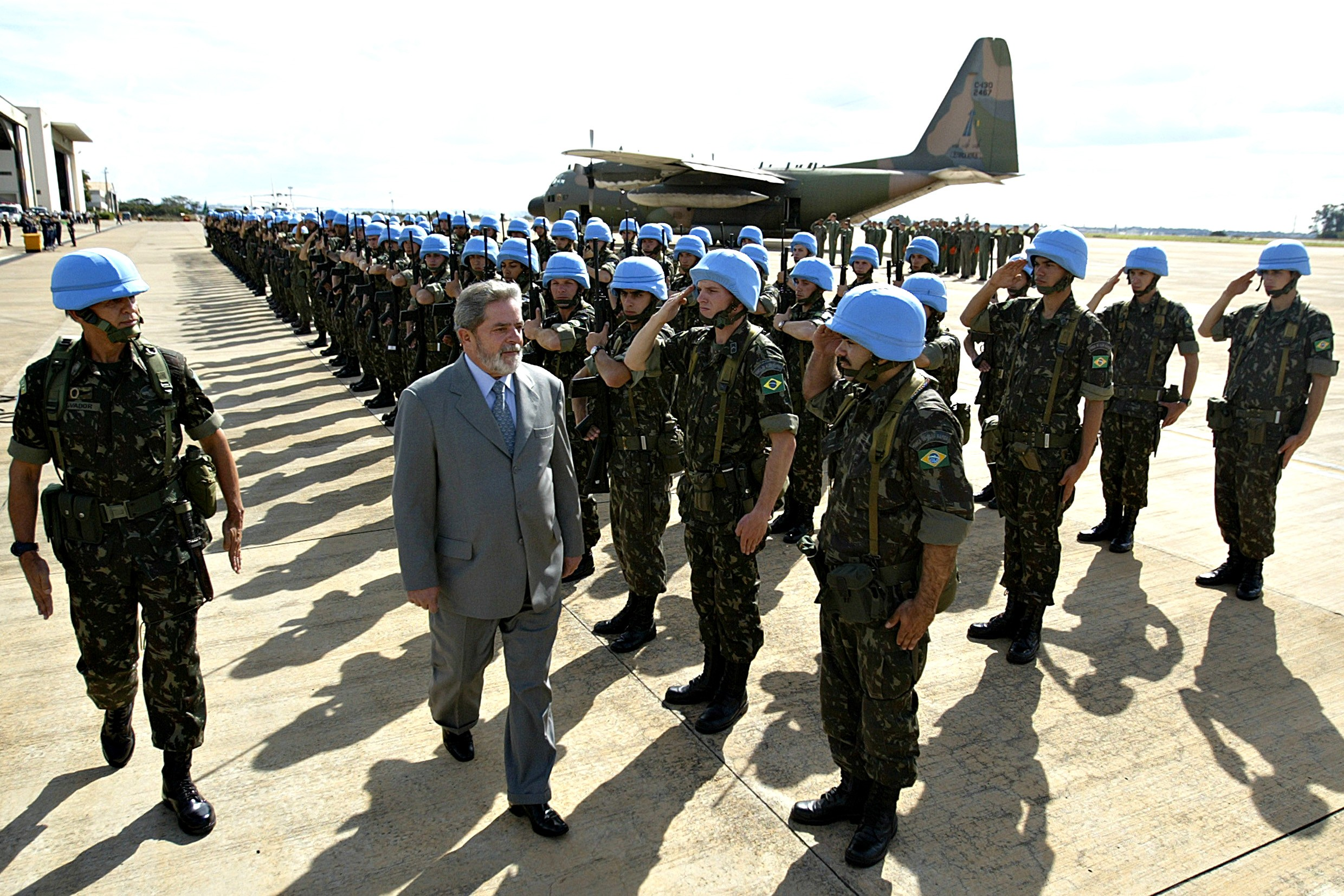
Der brasilianische Präsident Lula da Silva vor brasilianischen Truppen für die UN-Mission in Haiti 2004

Brasilianische Regierungsvertreter teilten am 4. März 2004 mit, dass sie sich, wenn gewünscht, mit 1100 Soldaten an einer UN-Truppe für Haiti beteiligen könnten. Brasilien war damit das erste Land, das ein solches Angebot unterbreitete. Am 9. April 2004 teilte der brasilianische Verteidigungsminister José Viegas mit, dass Brasilien im Juli 2004 die Führung der neuen UN-Friedenstruppen in Haiti übernehmen wird, die dort im Rahmen der Stabilisierungsmission für Haiti (MINUSTAH) stationiert wurden. Das südamerikanische Land werde dazu 1470 Soldaten von Heer, Marine und Luftwaffe in die Karibik-Republik schicken.
Als Erstes traf am 17. März 2004 ein 170 Mann starkes kanadisches Kontingent der offiziellen internationalen Friedenstruppe in Port-au-Prince ein, um die Eingreiftruppen abzulösen. An der vorerst auf 90 Tage ausgelegten Mission beteiligen sich auch die USA, Frankreich und Chile, die bereits Truppen außerhalb des Mandates entsandt hatten.
Französische Soldaten rückten am 19. März 2004 von der Hauptstadt Port-au-Prince aus in den Norden des Landes vor, der bisher von den Rebellen gehalten wurde. Ein Konvoi von 150 Mitgliedern der französischen Fremdenlegion erreichte die Stadt Gonaïves, 250 Soldaten nahmen in der Hafenstadt Cap-Haïtien ihre Positionen ein. In beiden Städten erklärten sich die Rebellen nur dann zur Niederlegung ihrer Waffen bereit, wenn die Anhänger Aristides gleichziehen. Rebellenführer Butteur Metayer sagte in Gonaïves, man werde den einrückenden Franzosen alle Gewehre aushändigen, mit denen man in den letzten Wochen gekämpft habe.
Am 1. Mai 2004 erteilte der UN-Sicherheitsrat offiziell das Mandat für den Einsatz von 6700 Blauhelmen und 1200 Zivilpolizisten. Die UN-Soldaten lösten die in Haiti stationierte multinationale Truppe unter US-Führung im Juni ab.
Die UNO-Mission wurde insgesamt 18 Mal verlängert und beendete den Einsatz von Blauhelmsoldaten Mitte Oktober 2017. Danach wurde noch die Polizei unterstützt.

#### Bildung einer Übergangsregierung
Die Bemühungen um die Bildung einer neuen Regierung kamen am 5. März 2004 weiter voran. Es wurde eine Wahlkommission gebildet, die dem neuen, am 8. März 2004 vereidigten Übergangspräsidenten Boniface Alexandre einen neuen Premierminister vorschlagen sollte. Am 9. März 2004 schlug die Kommission den Juristen und Wirtschaftsexperten Gérard Latortue als neuen Ministerpräsidenten vor. Er nahm die Berufung an und kehrte einen Tag später aus seinem Exil in Florida nach Haiti zurück. Am 12. März 2004 wurde er vereidigt und trat damit offiziell sein Amt an. Hauptaufgabe seiner Regierung war es, freie Wahlen zu organisieren.
Bei der Regierungsbildung sollte nach dem Willen von Latortue auch der gemeinsam mit ihm nach Haiti zurückgekehrte frühere General Hérard Abraham eine führende Rolle spielen, sagte Latortue. Abraham hatte 1990 nach dem Sturz des Diktators Prosper Avril die Macht an Zivilisten übergeben und den Weg für die ersten freien Wahlen in der Geschichte des Landes geebnet.

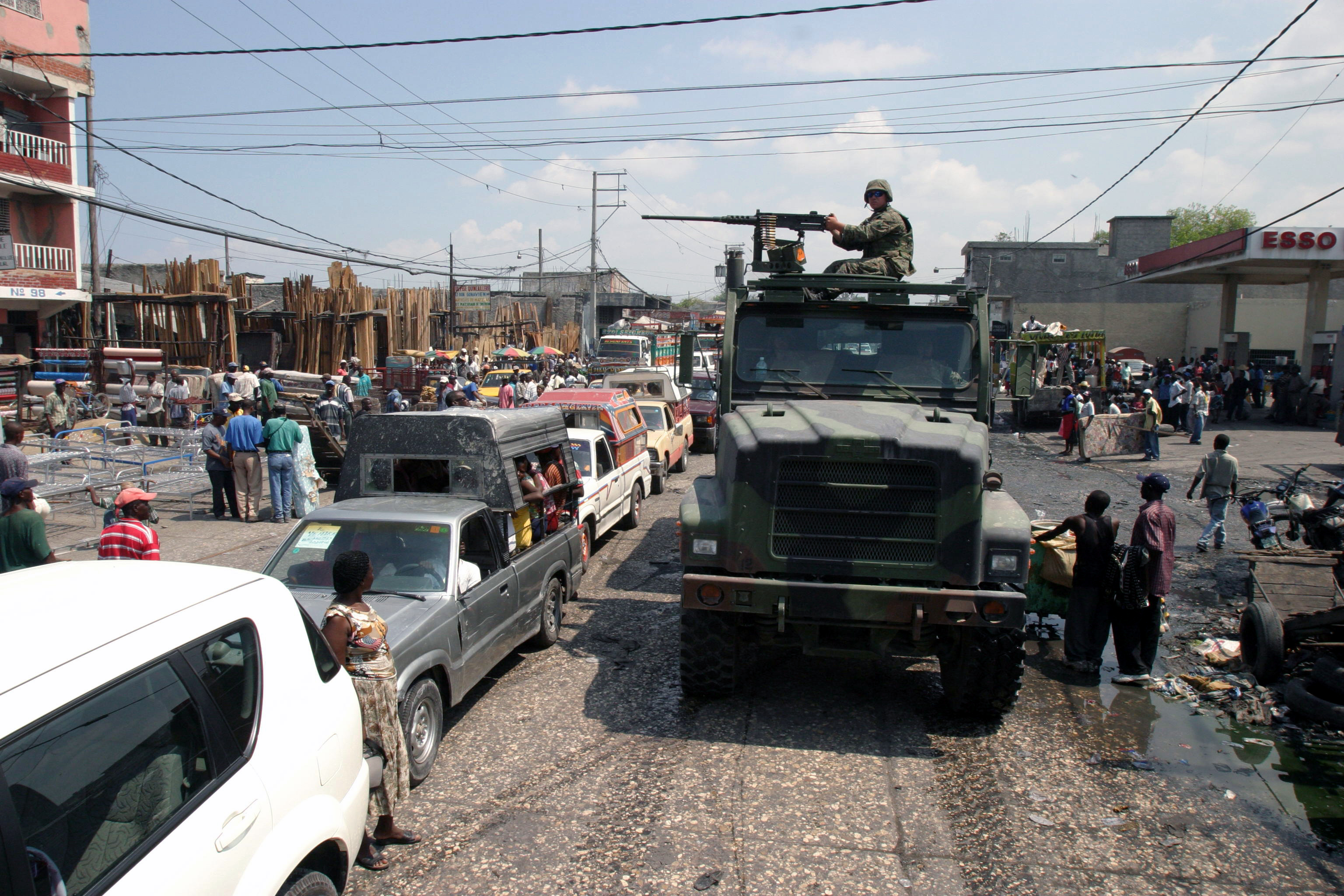
US-Soldaten sichern einen Hilfskonvoi durch die Hauptstadt Port-au-Prince, 5. April 2004

Latortue löste damit seinen Vorgänger Yvon Neptune ab, der noch die alte Regierung unter dem gestürzten Präsidenten Jean-Bertrand Aristide geführt hatte. Präsident Alexandre rief seine Landsleute in der Zwischenzeit zur Versöhnung auf. Bei seiner Amtseinführungszeremonie bedankte sich Latortue ausdrücklich bei der internationalen Gemeinschaft für deren Hilfe. Der neue Ministerpräsident traf sich bereits am 12. März 2004 mit Vertretern der Aristide-Partei Lavalas, um seinem Ziel der nationalen Versöhnung mit der Einbindung aller relevanten Kräfte des Landes näher zu kommen.
Am 16. März 2004 wurde das neue Kabinett vorgestellt, zu diesem Zweck traf sich im Vorfeld der Ministerpräsident mit Vertretern aller Seiten zu einem Gespräch. Latortue ernannte 13 neue Minister, jedoch wurde kein Mitglied der Lavalas-Partei des gestürzten Präsidenten Jean-Bertrand Aristide berücksichtigt. Latortues Vorgänger Yvon Neptune warnte deshalb vor einer weiteren Polarisierung in Haiti.

### Übergangszeit zwischen Aristides Sturz und den Wahlen 2006
Kurz nach dem Sturz von Aristide kam es zu vereinzelten Übergriffen auf US-Soldaten, bei denen bis zum 10. März 2004 vier Haitianer getötet wurden. In Port-au-Prince kam es wieder zu Schießereien zwischen Anhängern des Ex-Präsidenten und Sicherheitskräften. Zuvor wurde eine Demonstration für Aristide mit Tränengas aufgelöst. Die Organisation Human Rights Watch erklärte, Anhänger des gestürzten Präsidenten Jean-Bertrand Aristide und Journalisten, die auf seiner Seite gestanden hätten, würden unerlaubt von Kämpfern festgehalten.
Schwere Vorwürfe artikulierte die Organisation auch an die Rebellen. Sie werden verdächtigt, nach ihrer Eroberung der Stadt Cap-Haïtien im Februar Menschen außergerichtlich hingerichtet zu haben. Die Menschen seien getötet und mit Zementblöcken sowie Metall beschwert ins Wasser geworfen worden.
Die Lage im Norden Haitis verschlechterte sich zunehmend. Viele Orte dort konnten wegen der unsicheren Lage über Wochen nicht mit Lebensmitteln versorgt werden. Babys sind nach Angaben von Ärzten wegen Unterernährung und Flüssigkeitsmangels gestorben.

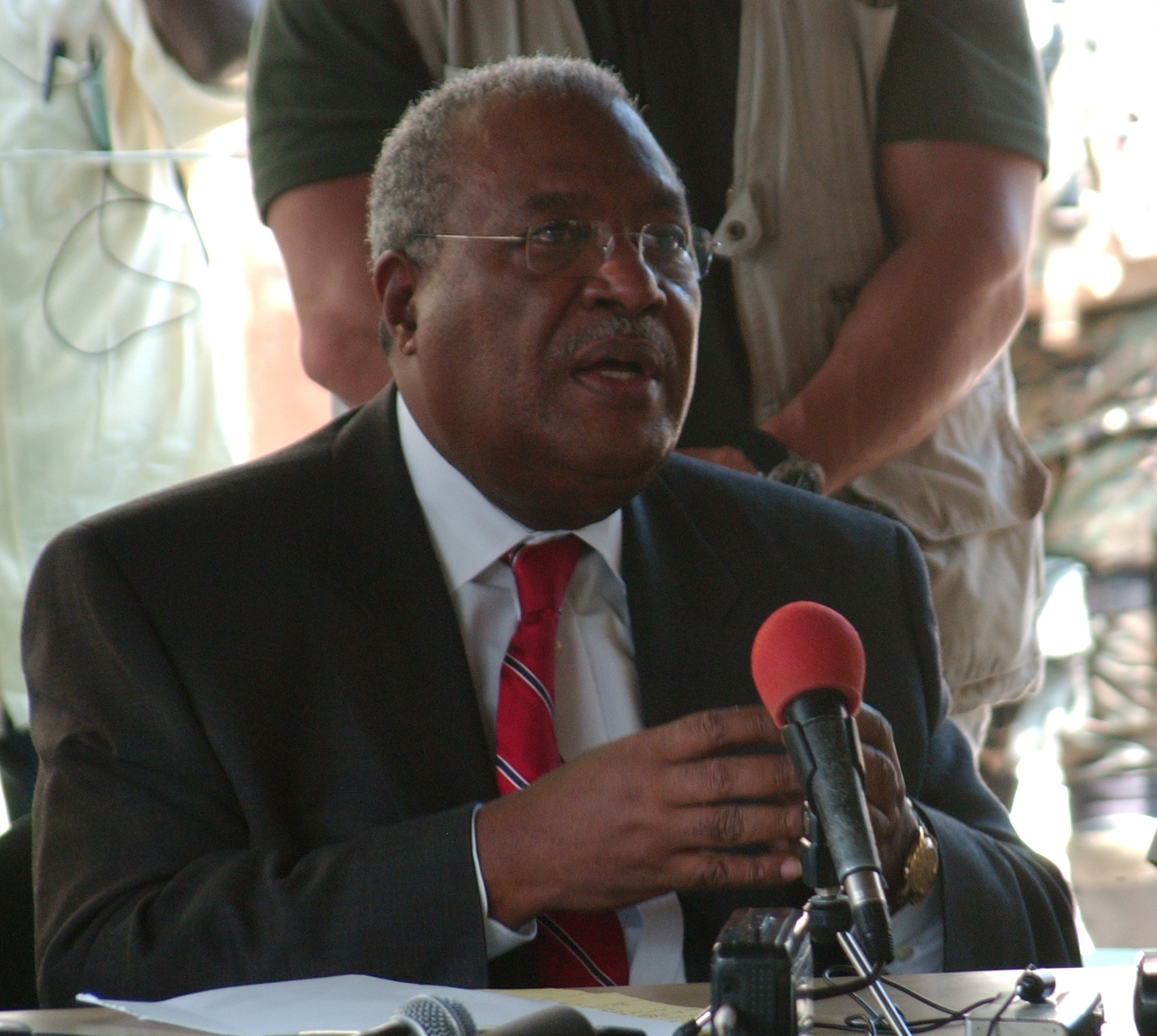
Gérard Latortue

Nach der Nominierung des neuen Ministerpräsidenten Gérard Latortue durch den Rat der Weisen warf der ehemalige Oberst Himler Rebu der Kommission vor, man hätte einen taktischen Fehler begangen, sich nicht für Hérard Abraham, den ehemaligen Oberbefehlshaber der haitianischen Armee, zu entscheiden. Nachdem Latortue dieser Forderung Folge geleistet und Hérard Abraham in das Amt berufen hatte, gab der neue Innenminister am 18. März 2004 sogleich bekannt, wieder eine Armee aufstellen zu wollen. Aristide hatte diese Anfang 1995 aufgelöst.
Die Streitkräfte des Nachbarlandes Dominikanische Republik kündigten nach den Ereignissen eine Verstärkung ihres Einsatzes an der Grenze an. Dies habe Staatspräsident Hipólito Mejía aufgrund von Berichten angeordnet, wonach die haitianischen Rebellen mehr als 3000 Gefangene befreit hätten. Am 12. März 2004 nahmen haitianische Rebellen 36 Geschäftsleute aus der Dominikanischen Republik als Geiseln, um einen Kumpanen aus dem Gefängnis freizupressen. Die Entführer drohten damit, die Verschleppten zu töten, falls der Haitianer nicht freikomme.
Venezuelas Präsident Hugo Chávez kündigte am 18. März 2004 an, die neue Regierung Haitis nicht anzuerkennen, und bot Aristide ebenfalls Asyl an. Auch Jamaikas Premier P. J. Patterson betrachtete Aristide, der dort zu Gast war, weiter als legitimen Präsidenten.
Nach der Verurteilung des Sturzes von Aristide durch die Karibische Gemeinschaft CARICOM am 1. März 2004 setzte Latortue die Mitgliedschaft Haitis in dem Staatenbündnis CARICOM aus. Der Vorsitzende der CARICOM Patterson hatte zuvor Aristide in Jamaika Asyl angeboten. Die Mitgliedstaaten des Bündnisses erwogen aus Protest gegen den von den USA unterstützten Regierungswechsel ihrerseits die Suspendierung der Mitgliedschaft des Landes in der Organisation. Am 26. März 2004 beschloss der Karibikgipfel in St. Kitts einstimmig, die neue Regierung nicht anzuerkennen. Die USA dagegen unterstützten die Übergangsregierung z. B. mit einem Infrastrukturprogramm von rund 50 Millionen Dollar.

### Wahlen und Präsidentschaft René Prévals

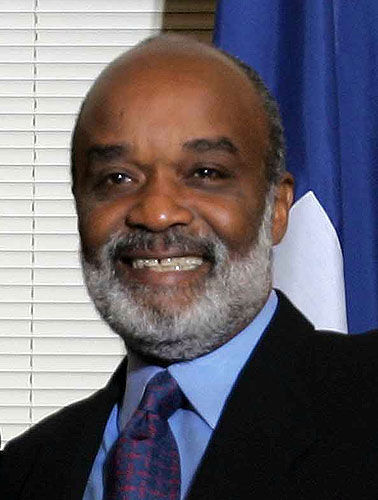
René Préval

Im Februar 2006 ließ die Übergangsregierung nach mehrfachem Verschieben des Termins und unter chaotischen Umständen Wahlen durchführen.
Die Wahl war sehr umstritten und von Betrugsvorwürfen gekennzeichnet. Es war bis zum 17. Februar nicht klar, ob Préval die Mehrheit von 50 % der Stimmen erhalten würde oder ob eine Stichwahl angesetzt werden müsste. Letztlich wurde er von der Wahlkommission mit 51,15 % der Stimmen – bei einer Wahlbeteiligung von ca. 63 % – zum Wahlsieger erklärt.
Préval, ein ehemaliger Mitstreiter Aristides, der die amerikanische Intervention in Haiti unterstützte, übernahm am 14. Mai 2006 zum zweiten Mal das Amt des Präsidenten von Haiti.
Die angespannte humanitäre Lage verschärfte sich im Frühjahr 2008, als Proteste gegen die stark angestiegenen Preise für Reis, Mais und andere Grundnahrungsmittel zu schweren Ausschreitungen mit mehreren Todesopfern führten.

### Erdbeben von 2010
Am 12. Januar 2010 ereignete sich in Haiti ein katastrophales Erdbeben mit mindestens 250.000 Todesopfern. Mehr als 1,2 Millionen Menschen wurden obdachlos, alleine in der Hauptstadt Port-au-Prince wurden tausende Bauwerke zerstört. Die bereits vorher nur rudimentär vorhandenen staatlichen Institutionen brachen weitgehend zusammen. Die Wahrung der öffentlichen Sicherheit wurde in weiten Teilen von den Vereinigten Staaten übernommen.
Zur Bewältigung der Folgen des Erdbebens und für den Wiederaufbau der Infrastruktur des Landes wurden Haiti Hilfsmaßnahmen in Höhe von mehr als neun Milliarden US-Dollar zugesagt. Durch Spendenaufrufe kamen mehrere 100 Millionen US-Dollar zusammen. Der Internationale Währungsfonds erließ Haiti sämtliche Schulden.
Neun Monate nach den Erdbeben brach in Haiti eine Cholera-Epidemie aus. Waren Ende Oktober 2010 die Erkrankungen noch auf die nördlich von Port-au-Prince gelegene Provinz Artibonite beschränkt, wurden am 9. November 2010 die ersten Erkrankungen in den Flüchtlingslagern der Hauptstadt registriert. Zu diesem Zeitpunkt waren bereits mehr als 550 Menschen an der Krankheit gestorben, mehr als 8000 Haitianer waren infiziert.
Die Regierung rief den sanitären Notstand für das ganze Land aus.

### Wahlen 2010/11
Reguläre Wahlen waren für den Januar 2010 geplant, wurden aber auf Grund der Erdbebenkatastrophe verschoben. Am 28. November wurden dann Parlamentswahlen und die erste Runde der Präsidentschaftswahlen abgehalten. Vorher wurde die populäre Linkspartei Aristides Fanmi Lavalas, wie von allen Wahlen seit ihrem Sturz 2004, ausgeschlossen. Bei niedriger Wahlbeteiligung qualifizierten sich zwei rechte Kandidaten, die Frau des ehemaligen Präsidenten Leslie Manigat, Mirlande Manigat, und der politisch unerfahrene Popsänger Michel „Sweet Micky“ Martelly für die Stichwahl. Der amtierende Préval durfte nach zwei Amtszeiten nicht mehr kandidieren.
Am 16. Januar 2011 kehrte der ehemalige Diktator Jean-Claude Duvalier nach fast 25 Jahren im Exil nach Haiti zurück, nach eigener Aussage, „um zu helfen“. Die Staatsanwaltschaft leitete ein Ermittlungsverfahren gegen Duvalier wegen Korruption, Veruntreuung und Diebstahls zu Lasten der haitianischen Staatskasse ein.
Zusätzlich kehrte auch Jean-Bertrand Aristide am 18. März, zwei Tage vor der Stichwahl, zurück.
Am 4. April wurden vorläufige Ergebnisse bekanntgegeben, bei denen Martelly mit 2/3 der Stimmen in Führung lag. Endergebnisse waren für den 16. April angekündigt. Am 4. April gab die Wahlkommission bekannt, dass nach dem vorläufigen amtlichen Wahlergebnis Michel Martelly mit 67,6 Prozent der Stimmen der 56. Präsident Haitis ist. Mirlande Manigat erreichte vorläufige 31,7 Prozent.

### Nach 2011

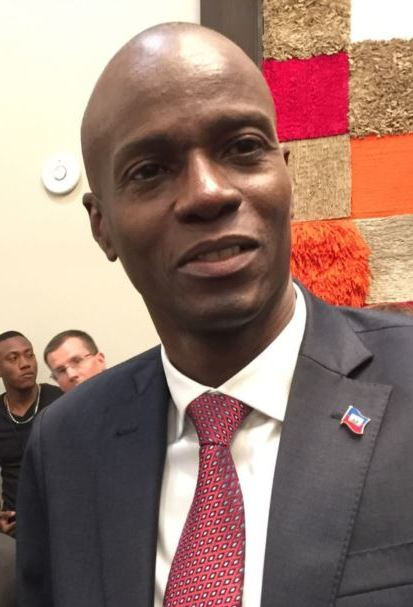
Jovenel Moïse (2017)

Am Ende der Wahlperiode Martellys legte dieser verfassungsgemäß am 7. Februar 2016 sein Amt nieder, ohne dass ein Nachfolger bestimmt war. Erst am 20. November wurde Jovenel Moïse zum Präsidenten gewählt.
Das letzte Kontingent der Blauhelme, welche seit 2004 im Land stationiert waren (Mission des Nations Unies pour la stabilisation en Haïti), wurde im Oktober 2017 abgezogen. Die Internationale Gemeinschaft unterstützte mit einem Kontingent (Mission des Nations Unies pour l’appui à la justice en Haïti) bis Oktober 2019 die über diese Jahre aufgebaute Polizei.
Ab Herbst 2017 wurde die Armee Haitis unter Präsident Moïse wieder aufgestellt. Der vorherige Präsident Martelly hatte vor der Auflösung der Armee gute Beziehungen zur Armee gehabt und sich zum Ende seiner Amtszeit für deren Wiederaufbau eingesetzt. Menschenrechtsgruppen kritisierten, dass alle Mitglieder des im April 2018 bestehenden Generalstabs aus der ehemaligen Armee stammten und für den Putsch von 1991 verantwortlich gewesen seien. Der neue Stabschef Jean Robert Gabriel war zudem wegen des Raboteau-Massakers verurteilt worden.

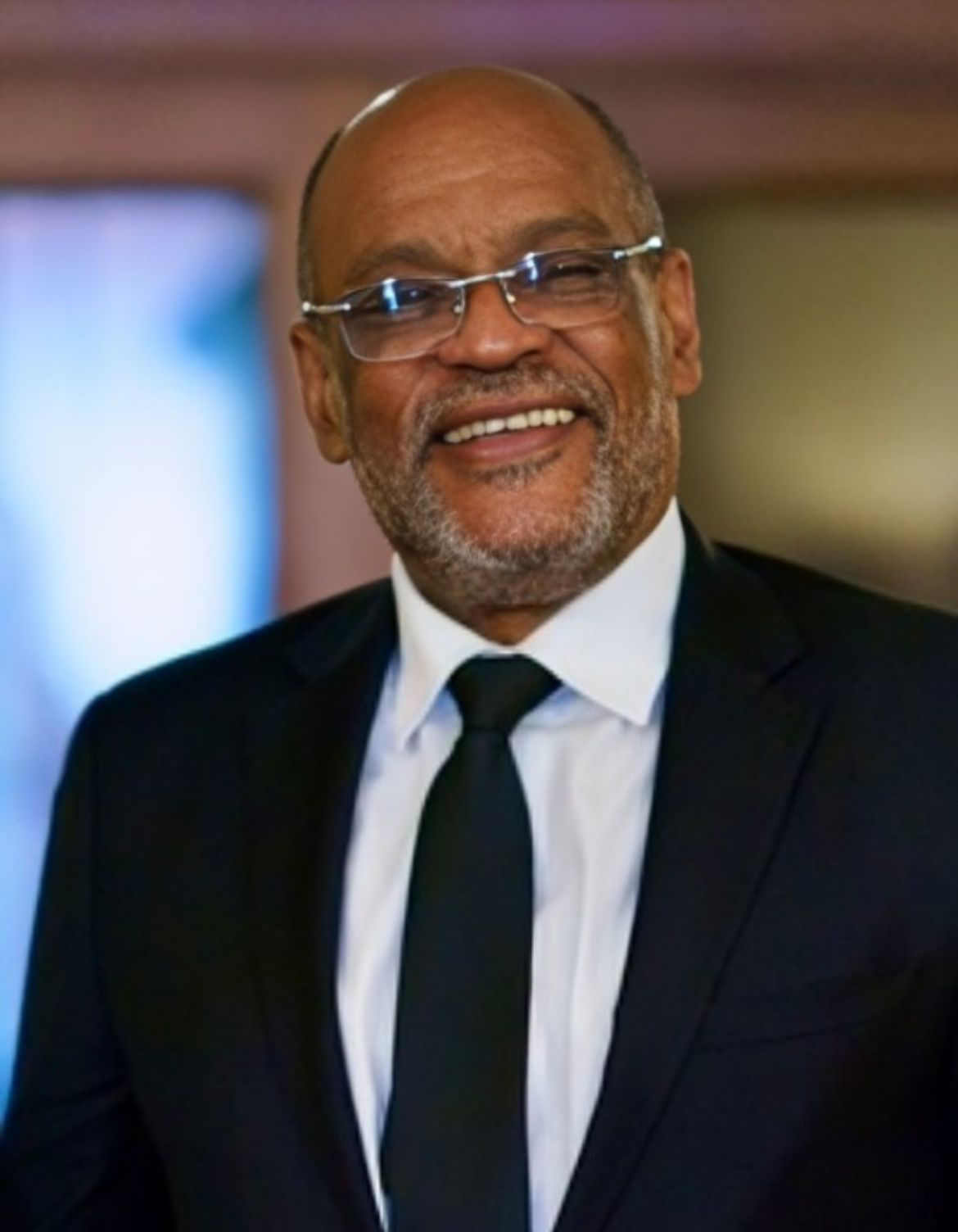
Ariel Henry (2023)

In der Nacht zum 7. Juli 2021 drang eine Gruppe bewaffneter Männer in die Residenz des amtierenden Präsidenten Moïse ein. Die Männer erschossen den Präsidenten und verletzten seine Ehefrau. Darauffolgend wurden bis zum 17. Juli insgesamt 23 Männer aus Kolumbien, Haiti und den USA festgenommen sowie drei Kolumbianer erschossen.
Seit einem Korruptionsskandal um die Petrocaribe-Öllieferungen aus Venezuela, der im Jahr 2018 bekannt wurde, versank Haiti in einer beispiellosen Krise. Im Oktober 2023 billigte der UN-Sicherheitsrat den Einsatz einer Mission zur Unterstützung der Sicherheitskräfte in Haiti unter der Leitung Kenias. Ziel des Einsatzes ist die Stabilisierung der Sicherheitslage, nachdem im Jahr 2023 mehr als 2000 Menschen bei gewaltsamen Auseinandersetzungen zwischen bewaffneten Gruppen und staatlichen Sicherheitskräften getötet wurden.
Die karibische Gemeinschaft CARICOM setzte im Jahr 2024 unter der Ägide der USA durch, dass ein Übergangsrat (CPT) den kommissarisch amtierenden Präsidenten Ariel Henry ablöste.

## Filme
- Égalité for All: Toussaint Louverture and the Haitian Revolution. Koval Films LLC London 2009, (ca. 60 min) – deutsche Erstausstrahlung: Arte 8. Januar 2011

### Deutsch
- Walther L. Bernecker: Kleine Geschichte Haitis. Suhrkamp Verlag, Frankfurt am Main 1996, ISBN 978-3-518-11994-5.
- Hans Christoph Buch: Haiti – Nachruf auf einen gescheiterten Staat. Verlag Klaus Wagenbach, Berlin 2010, ISBN 978-3-8031-2648-1.
- Howard W. French: Afrika und die Entstehung der modernen Welt: Eine Globalgeschichte, Klett-Cotta, Stuttgart 2023, ISBN 978-3-608-98667-9, S. 379–394 und 582–600.
- Susan Buck-Morss: Hegel und Haiti. Für eine neue Universalgeschichte, Suhrkamp, Berlin 2011
- Gottfried Heinrich Handelmann: Geschichte der Insel Haiti. Verlag von Ernst Homann, Kiel 1860 (PDF, 10,1 MB).
- Wilhelm Jordan: Geschichte der Insel Hayti und ihres Negerstaates. Verlag von Wilhelm Jurany, Leipzig 1846 (Band 1 online), (Band 2 online).
- Gerhard Menzel: Der schwarze Traum vom Glück. Haiti seit 1804. Peter Lang, Frankfurt am Main 2001, ISBN 978-3-631-38523-4.[43]
- Michael Zeuske: Revolution im Zentrum der schwarzen Karibik. In: Martin Zeuske (Hrsg.): Schwarze Karibik. Sklaven, Sklavereikultur und Emanzipation. Rotpunktverlag, Zürich 2004, ISBN 3-85869-272-7, S. 157–190.[44]

### Englisch
- Yveline Alexis: Haiti Fights Back. The Life and Legacy of Charlemagne Péralte. Rutgers University Press, New Brunswick 2021, ISBN 978-1-9788-1540-7.
- Philippe Girard: Haiti. The Tumultuous History – From Pearl of the Caribbean to Broken Nation. Palgrave Macmillan, New York 2010, ISBN 978-0-230-10661-1.
- Robert Debs Heinl, Nancy Gordon Heinl: Written in Blood. The Story of the Haitian People 1492–1971. Houghton Mifflin, Boston 1978, ISBN 0-395-26305-0.
- Carl Kelsey: The American intervention in Haiti and the Dominican Republic. Philadelphia 1922 (PDF, 3,3 MB).
- Hans Schmidt: The United States occupation of Haiti 1915–1934. Rutgers University Press, New Brunswick 1995. ISBN 0-8135-2203-X.
- Michel-Rolph Trouillot: Haiti, state against nation: the origins and legacy of Duvalierism. Monthly Review Press, New York 1990, ISBN 0-85345-755-7.
- Michel-Rolph Trouillot: Silencing the Past: Power and the Production of History, Beacon Press, Boston, 2. Auflage 2015, ISBN 978-0807080535
- Amy Wilentz: The rainy season. Haiti since Duvalier. Simon and Schuster, New York 1989, ISBN 0-671-64186-7.

### Französisch
- Thomas Madiou: Histoire d’Haïti (aufgrund der erschöpfenden Auswertung der Quellen bis heute unverzichtbares Standardwerk für die Geschichte Haitis bis 1846).
  - Bd. 1–3: Imprimerie de J. Courtois, Port-au-Prince 1847–1848.
  - Bd. 4: Années 1843–1846. J. Verrollot, Port-au-Prince 1904.
  - Gesamtausgabe in acht Bänden. Henri Deschamps, Port-au-Prince 1987–1991.
- Justin Chrysostome Dorsainvil: Manuel d'Histoire d’Haïti. Procure des Frères de l’Instruction Chrétienne, Port-au-Prince 1957.
- Catherine-Eve Roupert: Histoire d’Haïti – la première république noire du Nouveau Monde. Perrin, Paris 2011, ISBN 978-2-262-03497-9.
- Claude Moïse: Constitutions et lutte de pouvoir en Haïti. Les Presses de l’Université d’Etat d’Haiti, Port-au-Prince 2009.
  - Bd. 1: La faillite des classes dirigeantes (1804–1915). ISBN 978-99935-57-07-4.
  - Bd. 2: La solution américaine (1915–1946). ISBN 978-99935-57-06-7.